# Armoriale delle famiglie italiane (Le-Li)
Questo è l'armoriale delle famiglie italiane il cui cognome inizia con le lettere che vanno da Le a Li.

## Armi

### Lea
| Stemma | Casato e blasonatura |
| ------ | --- |
|        | Lea Titolo: conti di Castelnuovo, Cigala D'azzurro, al leone coronato fissante una stella, posta nel cantone destro del capo, il tutto d'oro (citato in (16)) |
|        | Leali (Asola, Parma, Torino, Bergantino (Rovigo)) Titoli: Marchese, Conte, Nobile di Mantova, Nobile di Asola d'azzurro al leone rampante d'oro, attraversato da una banda di rosso (citato in SPRE - Vol. IV pag. 76) banda di rosso su - leone rampante di oro su azzurro (citato in LEOM) |
|        | Leali (Acquapendente) (la blasonatura non è stata ancora caricata) (citato in DAlena) |
|        | Leali (Odolo) quattro ruote con due volatili ai lati, sormontate da una corona (citato in Piovanelli) |
|        | Leardi (Casale, Viguzzolo, Tortona, Milano) Titolo: conti troncato, al 1° d'argento, all'aquila coronata di nero; al 2° scaccato di verde e d'argento (citato in SPRE - Vol. IV pag. 77) Troncato, al 1° d'argento, all'aquila di nero, coronata del campo, al 2° scaccato d'argento e di verde (citato in (16)) aquila coronata di nero su argento - scaccato di verde e di argento (citato in LEOM)                                                                                        |
|        | Leardi (Pieve del Cairo, Casale) Titolo: conti di Terzo Troncato, d'oro, all'aquila bicipite, di nero, e scaccato d'oro e di nero alias Partito di Leardi e di Angelieri (citato in (16)) |
|        | Leati (Ferrara) Titolo: nobili d'azzurro a due cuori di rosso infilati in una freccia di nero alata d'argento posta in banda, volta all'ingiù, il tutto accompagnato nel capo da tre stelle d'oro ordinate in fascia (citato in SPRE - Vol. IV pag. 77) 2 cuori fiammeggianti di rosso e 2 ali spigate (volo) di argento trafitte in banda da - una freccia di nero posta in banda punta al basso su azzurro - 3 stelle (5 raggi) di oro poste in fascia in alto su azzurro (citato in LEOM) |
|        | Leaval (Valdigne) Troncato d'azzurro e di rosso, al leone di nero, cucito, linguato di rosso (citato in (16)) |

### Leb
| Stemma | Casato e blasonatura |
| ------ | --- |
|        | Le Blanc de Chateauvillard (Francia) d'argento al cervo al naturale passante, accompagnato in capo da 3 stelle di 5 raggi di azzurro ordinate in fascia e in punta da una mezzaluna montante di rosso (citato in SPRE - Vol. IV pag. 78) cervo passante al naturale sormontato da - 3 stelle (5 raggi) di azzurro poste in fascia e accompagnato in basso da - luna montante di rosso tutto su argento (citato in LEOM) |
|        | Le Blanc de Chateauvillard (San Miniato) D'argento, al cervo passante al naturale, accompagnato in punta da un crescente montante di rosso; e al capo del campo, caricato di tre stelle a cinque punte d'azzurro (citato in (16)) |
|        | Le Bon (Fiesole) D'azzurro, alla fede di carnagione vestita di rosso, posta in sbarra (citato in (16)) |
|        | Le Borgne o De Boigne (Parigi) Titolo: conti; baroni D'azzurro, al leone d'oro, sostenuto da una montagna rocciosa, al naturale, e in atto di piantare sulla medesima una spada d'argento Motto: Patientia omnia vincit (citato in (Blasonario subalpino)) |
|        | Lebrun troncato: 1° d'azzurro al sole raggiante d'oro; 2° di oro al capriolo di rosso accompagnato da tre stelle di rosso a otto raggi (citato in SPRE - Vol. IV pag. 78) sole raggiante di oro su azzurro - scaglione di rosso accompagnato da - 3 stelle (8 raggi) dello stesso poste 2,1 su oro (citato in LEOM) |

### Lec
| Stemma | Casato e blasonatura |
| ------ | --- |
|        | Le Calze o La Calce (Sicilia) d'azzurro, al capriolo d'argento alias (d'azzurro, a tre scaglionetti d'argento, cimati da un uccello di nero) (citato in Mango) |
|        | Lecca (da) (Genova) Titolo: nobili Inquartato di rosso e di verde, al mastio d'argento torricellato di un pezzo, questo sinistrato da altra torre più piccola, il tutto merlato alla guelfa, attraversante; la torre principale sostenente un'aquila al naturale (citato in CROD - Vol. II pag. 15) ) |
|        | Lecca (Napoli) Titolo: nobili di ... alla torre di due palchi di ... (citato in (17)) |
|        | Lecca Ducagini Guevara Suardo (Roma) di argento alla torre al naturale isolata, torricellata di tre pezzi con l'aquila di nero bicipite, coronata sulle due teste, nascente dalla torre (citato in SPRE - Vol. IV pag. 78) castello a 3 torri al naturale cimato da - aquila bicipite nascente coronata su ambo le teste di nero su argento (citato in LEOM) |
|        | Leccavela D'azzurro, a tre vele d'argento, in poppa, 2.1 (citato in (10) - pag. 168) |
|        | Lecco (Como, Livorno) D'azzurro alla torre fondata sul monte di tre cime, accostata verso la sommità da due stelle di 6 raggi il tutto d'argento; col capo d'oro carico di un'aquila bicipite coronata di nero (citato in SPRE - Vol. IV pag. 78) torre su monte a 3 cime uscente dalla punta affiancata da - 2 stelle (6 raggi) poste in fascia tutto di argento su azzurro - aquila bicipite coronata su ambo le teste di nero su oro in capo (citato in LEOM) |
|        | Lecco (Massa) Titolo: Nobili D'azzurro, alla torre fondata su un monte di tre cime e accostata da due stelle a sei punte, il tutto d'argento; con il capo d'oro, caricato dell'aquila bicipite di nero, coronata dello stesso sulle due teste (citato in (14) e in DAlena) |
| 150px  | Lechi (Brescia) D'azzurro alla pianta (leccio) di verde, nodrita nella punta dello scudo, divisa in tre rami sostenenti ciascuno un'aquila spiegata di nero, cucita, coronata d'oro; il tronco sostenuto da due leoni di oro rampanti, affrontati (citato in SPRE - Vol. IV pag. 79) pianta di leccio di verde uscente dalla punta di 3 rami sostenenti ciascuno - una aquila di nero coronata di oro - le 3 aquila poste 1, 2 le inferiori affrontate su azzurro - 2 leoni controrampanti di oro verso il tronco tutto su azzurro (citato in LEOM) alias partito: 1° d'azzurro alla pianta (leccio) di verde, nodrita nella punta dello scudo, divisa in tre rami sostenenti ciascuno un'aquila spiegata di nero, cucita, coronata d'oro; il tronco sostenuto da due leoni di oro rampanti, affrontati; 2° troncato:nel 1° troncato: a) di rosso a una M di oro coronata dello stesso; b) d'oro pieno (Meduna); nel 2° partito di oro e di rosso a una banda ondata d'argento attraversante sul tutto (Bagnolo Nogarole) (citato in SPRE - Vol. IV pag. 79) pianta di leccio di verde uscente dalla punta di 3 rami sostenenti ciascuno - una aquila di nero coronata di oro - le 3 aquila poste 1,2 le inferiori affrontate su azzurro - 2 leoni controrampanti di oro verso il tronco tutto su azzurro - lettera M maiuscola gotica di oro coronata dello stesso su rosso - oro pieno - banda ondata di argento su partito di oro e di rosso (citato in LEOM) alias inquartato: nel 1° d'argento all'elmo brunito, orlato di oro e piumato di rosso; nel 2° dei baroni dell'armata e cioè di rosso a una spada d'argento posta in palo; nel 3° d'azzurro a una pianta d'argento affiancata da due torri merlate dello stesso e sormontata da tre stelle d'oro a sei punte e poste in fascia; nel 4° d'argento a tre bande ondate di rosso (citato in SPRE) - Vol. IV pag. 79) elmo al naturale piumato di rosso su argento - spada posta in palo punta in alto di argento su rosso - pianta di argento affiancata da - 2 torri dello stesso tutto uscente dalla punta e sormontata da - 3 stelle (6 raggi) di oro poste in fascia in alto tutto su azzurro - 3 bande ondate di rosso su argento (citato in LEOM) |
|        | Lechi (Brescia) D'azzurro alla pianta (leccio) di verde cucita, nodrita nella punta dello scudo, divisa in tre rami sostenenti ciascuno un'aquila di nero, cucita, coronata d'oro; il tronco sostenuto da due leoni di oro rampanti, affrontati; con una stella d'oro di otto raggi al cantone destro superiore (citato in SPRE - Vol. IV pag. 81) pianta di leccio di verde uscente dalla punta di 3 rami sostenenti ciascuno - una aquila di nero coronata di oro - le 3 aquila poste 1,2 le inferiori affrontate su azzurro - 2 leoni controrampanti di oro verso il tronco - stella (8 raggi) di oro in alto a sinistra tutto su azzurro (citato in LEOM) |
|        | Le Clerc (Nizza) Titolo: baroni D'azzurro, a tre mezze lune d'argento, montanti, con la bordatura di ermellino (citato in (16)) |

### Led
| Stemma | Casato e blasonatura |
| ------ | --- |
|        | Leda o Ledà (Sassari) D'argento ad un guerriero armato di tutte pezze al naturale, rivoltato, in atto di trafiggere un leone di rosso ad esso affrontato e sostenuti da una campagna al naturale (citato in SPRE - Vol. IV pag. 82) guerriero armato di tutte pezze al naturale di profilo rivolto su terrazzo dello stesso che minaccia con la spada un - leone rampante di rosso su terrazzo al naturale tutto su argento (citato in LEOM) (Immagine nella Raccolta stemmi Trippini (JPG).) alias D'argento ad un guerriero armato di tutte pezze la naturale, rivolto in atto di trafiggere un leone di rosso ad esso affrontato (citato in DAlena) Cimiero: elmo da nobile ornato dei lambrecchini degli smalti dello scudo Ornamenti esteriori per la linea primogenita: comitali |
|        | Le Donne (Siracusa)(Messina)(Milazzo) Titolo: Nobili Spaccato di nero e d'argento al leone dell'uno nell'altro (citato in Mango) |

### Lee
| Stemma | Casato e blasonatura |
| ------ | --- |
|        | Leembruggen (Leida (Paesi Bassi)) di argento, al ponte di terra cotta di due archi, sopra un fiume, e sul ponte un guerriero a cavallo, col capo coperto di nero e tenente con la mano destra uno spadone appoggiato alla spalla, il tutto al naturale (citato in SPRE - Vol. IV pag. 82) ponte a 2 luci di rosso su fiume al naturale cimato da - un guerriero a cavallo tenente con la destra una spada posta sulla spalla in sbarra tutto al naturale su argento (citato in LEOM) Cimiero: un braccio armato tenente una spada in sbarra al naturale |

### Lef
| Stemma | Casato e blasonatura |
| ------ | --- |
|        | Lefèvre (Napoli, Isola del Liri) d'azzurro a tre gigli di giardino di argento gambuti e fogliati d'oro posti in fascia (citato in SPRE) - Vol. IV pag. 82) 3 gigli di giardino di argento fogliati e stelati di oro in palo posti in fascia su azzurro (citato in LEOM) |

### Leg
| Stemma | Casato e blasonatura |
| ------ | --- |
|        | Lega (Ravenna, Roma, Brisighella) D'azzurro ai due bracci vestiti di rosso con le mani che si stringono, accompagnati da una pianta di rosa di verde fiorita di rosso, posta su un ristretto di terreno di verde uscente dalla punta. Il capo d'azzurro a tre gigli d'oro in fascia e sostenuto da una fascia di rosso (citato in SPRE - Vol. IV pag. 83) pianta di rosa fiorita di rosso e stelata e fogliata di verde su ristretto dello stesso uscente dalla punta sormontata da - fede recisa vestita di rosso tutto su azzurro - capo di Francia - trangla di rosso (citato in LEOM) |
|        | Lega (Ciriè) Di rosso, allo scaglione d'argento, rovesciato, accompagnato da tre stelle (6) dello stesso, male ordinate (citato in (16)) |
|        | Legazzi (Siena) Inquartato d'oro e d'azzurro (citato in (14)) |
|        | Leggi (Milano) troncato: al 1° d'azzurro all'aquila di nero posta dietro un libro, aperto, portante su ciascuna pagina in lettere romane maiuscole di nero la parola LEX ripetuta verticalmente tre volte su ciascuna pagina, il tutto al naturale; al 2° di rosso al leone d'oro coronato dello stesso e tenente colle branche anteriori e colla branca posteriore destra un bastone al naturale colla cima terminante in trifoglio d'argento posto in banda (citato in SPRE - Vol. IV pag. 84) aquila di nero posta dietro un - libro aperto di argento su cui si legge la parola "LEX" in lettere maiuscole di nero più volte ripetuta su azzurro - leone rampante coronato di oro reggente nelle zampe anteriori un bastone trifogliato di argento posto in banda su rosso (citato in LEOM) |
|        | Leggiadri (Firenze) D'azzurro, a tre rose d'argento, 2.1, bottonate del campo (citato in (14)) |
|        | Leggiadri Gallani (Parma, Reggio Emilia, Modena) di azzurro alla sbarra di rosso attraversata da un gallo posante una zampa sulla mediana di un monte di tre cime uscente dalla punta, il tutto al naturale, e accompagnato in capo da tre stelle d'oro poste in fascia (citato in SPRE - Vol. IV pag. 84) gallo al naturale posto su monte a 3 cime di argento uscente dalla punta su - sbarra di rosso su azzurro - 3 stelle (5 raggi) di oro poste in fascia in alto su azzurro (citato in LEOM) |
|        | Leggieri (Pistoia) Troncato di rosso e d'azzurro, alla fascia attraversante d'oro, accompagnata nel secondo da due semivoli addossati dello stesso alias Troncato di rosso e d'argento, alla fascia attraversante d'oro, accompagnata nel secondo da due semivoli addossati dello stesso (citato in (14)) |
|        | Leggio (Sicilia) d'azzurro, alla fiamma d'oro e di rosso, movente dalla punta, accompagnata nel capo da tre stelle d'oro, allineate in fascia (citato in Mango) d'azzurro, con una fiamma d'oro e di rosso, elevandosi dalla punta accompagnata nel capo da tre stelle d'oro allineate in fascia (citato in (20)) fiamma di rosso con qualche lingua di oro su azzurro sormontata da - 3 stelle (5 raggi) poste in fascia in alto di oro su azzurro (citato in LEOM) Notizie storiche in Famiglie nobili di Sicilia (archiviato dall'url originale il 5 marzo 2016). |
|        | Legnani Titolo: consignori di Monticello Troncato, al 1° di rosso, al leone illeopardito, al naturale, al 2° d'argento, al rametto di corallo, al naturale, con il capo d'oro, carico di un'aquila con il volo abbassato, di nero alias Interzato in fascia, al 1° d'oro, all'aquila di nero, coronata del campo, al 2° d'azzurro, al leone passante, d'oro, al 3° d'argento, al tronco d'albero sradicato, al naturale (citato in (16)) |
|        | Legnazzi-Dossi (Brescia) (la blasonatura non è stata ancora caricata) (Immagine nella Raccolta stemmi Topoguz.) |
|        | Legrenzi (Padova) Titolo: nobile trinciato di azzurro e d'oro al leone dall'uno all'altro (citato in SPRE - Vol. IV pag. 85) leone rampante trinciato di oro e di azzurro su trinciato di azzurro e di oro (citato in LEOM) |

### Lei
| Stemma | Casato e blasonatura |
| ------ | --- |
|        | Leiss di Laimburg (Venezia, Genova) Titolo: nobile del S. R. I. col predicato di Laimburg troncato: a) d'oro al grifo di rosso, linguato dello stesso ed armato d'oro, ritto e nascente dalla troncatura; b) di azzurro alla crocetta di oro scorciata e sormontata da un mezzo giglio dello stesso (citato in SPRE) - Vol. IV pag. 85) grifo rampante nascente dalla troncatura di rosso su oro - crocetta di oro cimata da mezzo giglio troncato dello stesso su azzurro (citato in LEOM) |
|        | Leitenburg e De Leitenburg (Trieste, Friuli Venezia Giulia - Palermo]) Titoli: Nobile del S.R.I. col predicato de inquartato: nel 1° e 4° d'azzurro al leone di oro; nel 2° e 3° d'oro alla campagna di verde sostenente una torre al naturale, merlata di tre, con la porta chiusa e finestrata di 2 Cimiero: un leone rampante d'oro Svolazzi: cercine e svolazzi d'oro e d'azzurro (citato in SPRE) – Vol. II pag. 86 e Vol. IV pag. 86) |
|        | Leitner (Trieste) Titolo: nobile col predicato di Leitenau di rosso al leone al naturale coronato di oro, poggiato su una campagna di verde, tenente con la zampa destra una campana di oro e sormontato da un nastro di argento con le lettere nere A.A.AE.F.F. (significanti Auro, Argento, Aere, Flando, Feriundo) (citato in SPRE) - Vol. IV pag. 87) leone rampante al naturale coronato di oro su terrazzo di verde tenente con la zampa destra una campana di oro e sormontato da - un nastro fluttuante di argento caricato dalle lettere A.A-AE-F.F maiuscole di nero tutto su rosso (citato in LEOM) Cimiero: il leone nascente, al naturale, coronato d'oro con la campana dello stesso nella zampa destra come nello scudo |

### Lel
| Stemma | Casato e blasonatura |
| ------ | --- |
|        | Leli (Todi) di azzurro alla colomba di argento con un ramoscello d'olivo al naturale, nel becco, posata sopra un monte di tre cime d'oro uscente dalla punta dello scudo e sormontata a destra da un sole dello stesso (citato in SPRE - Vol. IV pag. 87) colomba della pace di argento su monte a 3 cime di oro uscente dalla punta su azzurro - sole raggiante di oro in alto a sinistra su azzurro (citato in LEOM) |
|        | Leli (Trevi) (la blasonatura non è stata ancora caricata) Notizie storiche nel sito della Associazione Pro Trevi. |
|        | Lelio (Cherasco) Titolo: consignori di Bonavalle, Cavallerleone D'azzurro, a tre L d'oro alias Inquartato, al 1° e 4° d'azzurro, a tre L d'oro, al 2º e 3º palato d'argento e di nero Motto: Ubique (citato in (16)) |
|        | Lelli (Cesena) (d'argento, a tre fasce di rosso) (citato in BLCW) Immagine in Blasone Cesenate. |
|        | Le Long de Chenillac (Borbonese) Titolo: conti di Boglio; signori di Sauze D'azzurro, allo scaglione d'oro, accompagnato da tre stelle, d'argento (citato in (16)) |

### Lem
| Stemma | Casato e blasonatura                                                              |
| ------ | --------------------------------------------------------------------------------- |
|        | Lemaitre (Molise) (la blasonatura non è stata ancora caricata) (citato in DAlena) |

### Len
| Stemma | Casato e blasonatura |
| ------ | --- |
|        | Leni (Vittoria) Titolo: barone di Spadafora, nobile dei baroni di Spadafora partito: al 1° d'azzurro, alla mezza luna d'argento rivolta; al 2° d'azzurro, al leone coronato di oro (citato in SPRE - Vol. IV pag. 88) partito 1º d'azzurro alla mezzaluna d'argento rivoltata, 2° d'azzurro al leone coronato d'oro (citato in (17) e in Mango) partito: al 1° d'azzurro, alla mezza luna di argento al 2° d'azzurro, al leone coronato d'oro (citato in (20)) luna rivolta di argento su azzurro - leone rampante coronato di oro su azzurro (citato in LEOM) Notizie storiche in Famiglie nobili di Sicilia (archiviato dall'url originale il 7 febbraio 2006). |
|        | Leni (Parma) leone rampante al naturale tenente con le zampe anteriori un giglio di argento su azzurro (citato in LEOM) |
|        | Leni (Parma) d'azzurro al leone tenente nelle zampe anteriori un giglio, il tutto al naturale (citato in SPRE - Vol. IV pag. 88) Motto: In robore candor |
|        | Lenoncourt (Lorena) Titolo: conti di Challant; baroni di Aymaville D'argento, alla croce di rosso, scanalata alias Partito, I) ripartito: 1) di Madruzzo; 2) interzato in fascia: a) partito del vicecomitato di Aosta e di Challant; b) di Portogallo; c) di rosso, a due pali d'argento; II) di Havard alias Inquartato e controinquartato; al 1° gran quarto: a) e d) bandato d'argento e d'azzurro: b) e c) di nero, al monte di cinque punte, d'argento, carico di uno scaglione, di rosso; al 2° gran quarto: a) di Challant, b) d'oro, all'aquila di nero, c) vaiato di rosso e d'oro, d) di rosso, al palo scaglionato d'oro e di nero; al 3° gran quarto di Braganza; al 4° gran quarto come il primo; sul tutto di Genève, e sul tutto del tutto di Lenoncourt Motto: Je vous garde amour et foi (citato in (16)) |
|        | Lensi (Siena) D'azzurro, alla banda diminuita d'oro, accompagnata da due pere picciolate e fogliate dello stesso, l'una nel cantone sinistro del capo e l'altra nel cantone destro della punta (citato in (14)) |
|        | Lenta (Rovigo) troncato: al 1° d'oro all'aquila di nero; al 2° sbarrato di argento e di rosso di 4 pezzi a 14 stelle (6) ordinate 2, 4, 6, 2 dall'uno all'altro (citato in SPRE - Vol. IV pag. 89) aquila di nero su oro - sbarrato di argento e di rosso - le sbarre di argento caricate di 2 e di 6 stelle (6 raggi) di rosso - le sbarre di rosso caricate di 4 e 2 stelle (6 raggi) di argento (citato in LEOM) |
|        | Lentini (Sicilia) Titoli: Baroni di Castelvetrano di rosso, con cinque fuselli d'oro accollati in banda. Il ramo di Castelvetrano aggiunse in campo d'azzuro due leoni d'oro affrontati e controrampanti ad una torre merlata dello stesso. Corona di Barone (citato, per il ramo Lentini di Somma, in CROL – pag. 299) Notizie storiche in Famiglie nobili di Sicilia (archiviato dall'url originale il 5 marzo 2016). |
|        | Lentini o Lentini San Basilio o Leontini o San Basile (Sicilia) Titolo: baroni di rosso, a cinque fusi d'oro, accollati in banda, accompagnati in capo, da un giglio di giardino dello stesso (citato in (17) e in Mango) |
|        | Lenzi (Firenze, Pistoia) D'azzurro, al rincontro di toro d'oro (citato in (14)) (DE) In Blau 1 goldener Stierkopf (citato in (24)) |
|        | Lenzi (Firenze) D'argento, al toro furioso di rosso, talvolta sormontato da tre gigli d'oro ordinati fra i quattro pendenti di un lambello di rosso (citato in (14)) |
|        | Lenzi (Firenze) D'azzurro, alla fascia di rosso, accompagnata in capo da una cometa d'oro ondeggiante in banda, e in punta da un rincontro di toro d'argento (citato in (14)) |
|        | Lenzi (Firenze) Di..., al toro furioso di... e alla banda attraversante di... (citato in (14)) |
|        | Lenzi (Siena) D'azzurro, alla banda d'oro, accompagnata da due pere gambute e fogliate dello stesso, poste l'una in capo e l'altra nella punta (citato in (28) Tavola 75 pag.190) alias Troncato d'oro e d'azzurro al leone d'argento, su un monte di tre cime all'italiana, dello stesso, movente dalla punta, recante tra le zampe un arbusto fogliato di verde (immagine presente nell'Archivio di Stato di Siena) alias Troncato: nel 1?? di..., a tre rose ordinate in fascia di...; nel 2?? di..., al crescente montante di... alias Di..., al crescente montante di...; con il capo di..., caricato di tre rose di... (citato in (14)) |
|        | Lenzi (Toscana) (DE) In Silber 1 roter Stier, oben begleitet von 1 vierlätzigen roten Turnierkragen mit je 1 goldenen Lilie zwischen den Lätzen (citato in (24)) |
|        | Lenzi o Lenzi del Nicchio (Toscana) (DE) In Blau 1 erniedrigter roter Schräglinksbalken, begleitet oben von 1 goldenen Komet, unten überdeckt von 1 silbernen Stierkopf (citato in (24)) |
|        | Lenzini (Prato) D'azzurro, al crescente montante d'oro, sormontato da una stella a otto punte dello stesso, e al capo cucito d'Angiò (citato in (14)) |
|        | Lenzoni (Firenze) D'oro, al pino di verde fiancheggiato da due mazze ferrate di nero, pendenti dai rami; al capo d'Angiò (citato in (2) - pag. 260 e in DAlena) d'oro al pino verde sradicato con due mazze ferrate pendenti; al capo di Angiò (citato in SPRE - Vol. IV pag. 89) albero di pino sradicato di verde con 2 mazze ferrate pendenti dai rami in palo al naturale su oro - capo d'Angiò (citato in LEOM) |
|        | Lenzoni (Firenze) D'oro, all'albero di pino sradicato al naturale, accostato al tronco da due mazze d'arme di nero legate di rosso, pendenti dai rami; e al capo d'Angiò (DE) Unter 1 blauen Schildhaupt, darin 1 vierlätziger roter Turnierkragen mit je 1 goldenen Lilie zwischen den Lätzen (Capo d'Angiò), in Gold 1 naturfarbener Laubbaum, beidseitig an den Ästen unten besetzt mit je 1 gestürzten naturfarben gestielten silbernen Morgenstern (citato in (24)) (Immagine nella Raccolta stemmi Trippini (JPG).) alias D'oro, all'albero di pino sradicato al naturale, accostato al tronco da due mazze d'arme di nero legate di rosso, pendenti dai rami; al capo d'azzurro caricato della croce di Gerusalemme posta tra due gigli d'oro (citato in (14))                                                       |

### Leo
| Stemma | Casato e blasonatura |
| ------ | --- |
|        | Leo o Di Leo (Sicilia) Titolo: barone della Scala d'argento, con un leone di rosso, impugnante con le zampe una mezza ruota sopra altra di rosso (citato in (20)) Notizie storiche in Famiglie nobili di Sicilia (archiviato dall'url originale il 5 marzo 2016).) |
|        | Leocata o Licata (Sicilia) Titolo: principe di Casteltermine, Baucina, Santacolomba di rosso, con un leene sormontato da una cometa ondeggiante in palo, accostata da due stelle, il tutto d'oro (citato in (20)) Corona di principe Notizie storiche in Famiglie nobili di Sicilia (archiviato dall'url originale il 20 gennaio 2012).) |
|        | Leofante (Sicilia) Titolo: duca della Verdura d'oro, con uno elefante di rosso (citato in (20)) Corona di duca Notizie storiche in Famiglie nobili di Sicilia (archiviato dall'url originale il 5 marzo 2016).) |
|        | Leofanti (Sicilia) (la blasonatura non è stata ancora caricata) (citato in DAlena) |
|        | Leofante o Leonfante (Napoli, Sicilia) d'oro, all'elefante di rosso, posto sulla campagna al naturale alias d'argento, all'elefante di rosso (citato in Mango) |
|        | Leognani o Leognani Ferramosca o Leognani Ferramosca-Schanderberg (Napoli) D'argento ad una lama di sega al naturale messa in fascia sormontata da un leone passante al naturale ed accompagnata in punta da 3 pali di verde (citato in DAlena) |
|        | Leognani Ferramosca (Napoli, Roma) di argento ad una lama di sega al naturale messa in fascia sormontata da un leone passante al naturale ed accompagnata in punta da tre pali di verde (citato in SPRE - Vol. IV pag. 91) leone passante al naturale su lama di sega dello stesso su argento - 3 pali di verde uscenti dalla punta scorciati su argento (citato in LEOM) |
|        | Leoli (Pisa) Di rosso, alla banda d'oro accompagnata nel cantone sinistro del capo dallo scudetto rotondo dell'Impero (citato in (14)) |
|        | Leoli (Pisa) di rosso alla banda d'oro accostata in capo da uno scudetto d'argento caricato di un'aquila nera (citato in SPRE - Vol. IV pag. 90) banda di oro accompagnata in capo da - uno scudetto di argento caricato di una aquila di nero tutto su rosso (citato in LEOM) |
|        | Leona o Leone (San Giorgio Canavese) Titolo: consignori di Orio, San Sebastiano D'azzurro, al leone d'argento, armato e lampassato, di rosso, sormontato in capo da due stelle, d'oro Motto: Virtus in fortitudine (citato in (16)) |
|        | Leona o Leone (Ovada) D'azzurro, al leone di rosso, coronato d'oro, tenente nella branca anteriore destra uno scettro d'oro, posto in banda, sostenuto dalla campagna di verde (citato in (26)) |
|        | Leonardi di rosso allo scaglione d'argento, accompagnato da tre crescenti montanti dello stesso (citato in (10) - pag. 161) |
|        | Leonardi (Umbria) D'Azzurro a tre fasce d'oro, caricate di sei crescenti di rosso, tre nella prima in alto, due nella seconda, uno nella terza; col capo d'argento, alla croce guelfa di rosso (citato in (8) - Vol. II, pag. 48) |
|        | Leonardi (Sicilia) Di rosso, al capriolo d'argento, accompagnato da tre crescenti montanti dello stesso (citato in (8) - Vol. II, pag. 48) |
|        | Leonardi (Genova) Partito di nero e d'oro, al capriolo di rosso, piegato in arco di cerchio, abbassato. (citato in (8) - Vol. II, pag. 48) |
|        | Leonardi (Firenze) D'azzurro, al leone d'oro accompagnato in punta da una fiamma di rosso (citato in (14)) |
|        | Leonardi (Parma) Leopardo illeonito (citato in DAlena) Partito addentellato di rosso e d'oro. Caricato il 1° di un leopardo illeonito d'oro tenente con la branca anteriore destra un ramo di cinque ciliegie in fascia al naturale; il 2° di una barchetta al naturale a vele gonfie verso sinistra. (citato in (8) - Vol. II, pag. 48) |
|        | Leonardi (Novara, Casalino) Titolo: marchesi di Villacortese; conte; nobile dei signori di Pisnengo e Casalino; consignori di Cellarengo di rosso al leone d'oro, coronato dello stesso (citato in SPRE - Vol. IV pag. 90) Di rosso, al leone d'oro Motto: Soli Deo gloria (citato in (16)) |
|        | Leonardi (Novara, Casalino) Titolo: conti; signori di Casalino e Pisnengo di rosso al leone d'oro, coronato dello stesso (citato in SPRE - Vol. IV pag. 90) leone rampante coronato di oro su rosso (citato in LEOM) Cimiero: un leone uscente Motto: Soli Deo gloria |
|        | Leonardi (Torino) Titolo: conti di Migliandolo Troncato, d'argento, al leone di rosso, nascente, e d'azzurro a tre spighe di nardo d'oro, impugnate, legate d'argento (citato in (16)) |
|        | Leonardi (Urbania) Titolo: nobile di Urbania di azzurro al monte di tre cime all'italiana d'oro sorgente da un campo di verde, e sostenente sulla cima mun albero di nardo fiorito al naturale, accompagnato in capo da una stella d'oro di 8 raggi ed accostato a sinistra da un leone rampante al naturale (citato in SPRE - Vol. IV pag. 91) monte a 3 cime all'italiana di oro su terrazzo di verde sostenente un albero fiorito al naturale su azzurro accompagnato in capo da - stella (8 raggi) di oro e affiancato a destra da - leone rampante al naturale su azzurro (citato in LEOM) |
|        | Leonardi (Ancona) di azzurro al monte di tre cime all'italiana sostenente un leone rampante sulla cima, tenente con le branche tre spighe di grano, il tutto d'oro (citato in SPRE - Vol. IV pag. 91) leone rampante di oro su monte a 3 cime dello stesso uscente dalla punta tenente nella zampe anteriori 3 spighe di oro tutto su azzurro (citato in LEOM) |
|        | Leonardi Cattolica (Roma) di azzurro al leone d'oro tenente nelle zampe anteriori una spiga di nardo posta in palo al naturale (citato in SPRE - Vol. IV pag. 91) leone rampante di oro tenente tra le zampe anteriori una spiga di nardo al naturale su azzurro (citato in LEOM) Ornamenti esteriori: comitali Svolazzi: d'oro e d'azzurro |
|        | Leonardi Della Rovere (Pesaro-Urbino) troncato d'azzurro e di rosso; nel 1º alla rovere sradicata con i rami passati in doppia croce di S. Andrea, ghiandifera d'oro (Della Rovere); nel 2º allo scaglione d'argento, accompagnato da tre crescenti montanti dello stesso (Leonardi) (citato in (10) - pag. 161) rovere sradicata a 4 rami incrociati di oro su azzurro - scaglione di argento su rosso - 3 lune montanti di argento poste 2,1 su rosso (citato in LEOM) |
|        | Leoncilli (Spoleto) Titolo: patrizi di Spoleto di azzurro alla banda d'argento accompagnata da due leoni illeoparditi di oro (citato in SPRE - Vol. IV pag. 92) banda di argento accompagnata da - 2 leoni contropassanti di oro su azzurro (citato in LEOM) |
|        | Leoncini (Firenze) Di vaio, alla fascia di rosso, caricata di due leoni leoparditi affrontati d'oro (citato in (14)) |
|        | Leoncini (Firenze) Di..., alla fascia di..., sormontata da una crocetta patente ritrinciata di... (citato in (14)) |
|        | Leone d'oro, al leone nato morto di nero (citato in (10) - pag. 144) |
|        | Leone (Molfetta) d'argento, a 2 leoni controrampanti e affrontati al naturale, sostenenti insieme un calice di rosso, accompagnato in capo da un crescente d'azzurro, sormontato da 3 stelle di 6 raggi dello stesso Motto: In sommis vigilans (citato in DAlena e in ) |
|        | Leone (Trecate, Saluzzo) Titolo: conti di Beinasco, Ostana; consignori di Bonavalle Di rosso, al leone d'oro, con la banda dell'uno nell'altro attraversante alias Inquartato, al 1º e 4º di rosso, al leone d'oro, con la banda dell'uno nell'altro attraversante; al 2º e 3º bandato d'argento e di rosso Motto: Ferendo omnis fortitudo vincimur (citato in (16)) |
|        | Leone (Rivarolo Canavese) Titolo: conti di Ronco, Sostegno, Zumaglia; consignori di Leynì D'azzurro, al leone d'oro, linguato e immaschito di rosso Motto: In somnis vigilans (citato in (16)) |
|        | Leone o Leoni (Piverone) Titolo: conti di Tavagnasco troncato di oro e di argento, al leone al naturale, tenente un ramoscello d'olivo di verde (citato in SPRE - Vol. IV pag. 92) Troncato d'oro e d'argento, al leone al naturale, tenente un ramoscello d'olivo, di verde (citato in (16)) leone rampante al naturale tenente un ramoscello di olivo di verde in destra su troncato di oro e di argento (citato in LEOM) alias troncato di oro e di argento, al leone al naturale, carico di una fascia di ... sopracaricata di tre stelle di ... (citato in SPRE - Vol. IV pag. 92) troncato d'oro e d'argento al leone al naturale carico di una fascia di ... sopraccarica di 3 stelle di ... (citato in (16)) 3 stelle (n raggi) di colore non identificato su fascia di colore non identificato su - leone rampante al naturale su troncato di oro e di argento (citato in LEOM) alias D'azzurro, al leone tenente con le zampe anteriori un pastorale, entrambi troncati d'oro e di nero (citato in (16)) alias Troncato di nero e d'oro, al leone tenente con le zampe anteriori un pastorale, il tutto dell'uno nell'altro (citato in (16)) |
|        | Leone (Tortona, Bologna, Milano) D'azzurro, al leone d'argento alias D'azzurro, al leone d'oro, accompagnato nel cantone destro del capo da una mezzaluna d'argento, rivoltata (citato in (16)) |
|        | Leone (Cortemilia) D'azzurro, al leone coronato, d'oro, tenente una torre d'argento, aperta d'oro (citato in (16)) |
|        | Leone (Locana) D'azzurro, al leone d'argento, armato e lampassato, di rosso, sormontato in capo da due stelle, d'oro (citato in (16)) |
|        | Leone (Palermo) d'oro, al leone di nero (citato in Mango e in (20)) Notizie storiche in Famiglie nobili di Sicilia (archiviato dall'url originale il 5 marzo 2016).) |
|        | Leone o Leoni (Padova) d'azzurro, al leone coronato d'oro (Immagine nella Raccolta stemmi Trippini (JPG).) |
|        | Leonelli (Fano, Cartoceto, Borgo San Lorenzo) Titolo: nobili di Senigallia di azzurro al leone rampante d'oro accompagnato in capo da tre crescenti di argento, due affrontati e quello in mezzo rovesciato (citato in SPRE - Vol. IV pag. 93) leone rampante di oro accompagnato da - 3 lune di argento in alto capovolta , ai lati affrontate tutto su azzurro (citato in LEOM) |
|        | Leonessa Cinque punti di rosso equipollenti a quattro d'argento; i punti rossi caricati ciascuno da un giglio d'oro (citato in DAlena) |
|        | Leonetti (Prato, Firenze) Titolo: nobili di Prato Di rosso, al monte di sei cime di verde movente dalla punta, e sostenente un leone d'oro tenente un ramoscello di verde (citato in (14)) alias Di rosso, al monte di sei cime di verde movente dalla punta, e sostenente un leone d'oro tenente un ramoscello di verde; con il capo di Santo Stefano (citato in (14)) di rosso al monte di 6 cime di verde uscente dalla punta dello scudo e sostenente un leone d'oro tenente con le branche anteriori un ramoscello di quercia al naturale; al capo di Santo Stefano (citato in SPRE - Vol. IV pag. 95) monte a 6 cime di verde uscente dalla punta sostenente - un leone rampante di oro con un ramoscello di quercia al naturale tra le anteriori su rosso - capo di Santo Stefano (citato in LEOM) |
|        | Leonetti (Siena) Di..., al leone di..., posto in mezzo a tre crescenti montanti di..., 2.1 (citato in (14)) |
|        | Leonetti (Napoletano) d'azzurro al leone rosso che stringe nella zampa anteriore destra un'alabarda, attraversato da una fascia d'argento (citato in (19)) Motto: Semper fidelis Notizie storiche in Nobili napoletani. |
|        | Leonetti (Cascia) anguilla ondeggiante di verde su fascia di argento su azzurro - rosa araldica di rosso su azzurro in alto - 3 bande di argento su azzurro in basso (citato in LEOM) |
|        | Leonetti Luparini (Spoleto) Titolo: nobili di Cascia, patrizi di Spoleto partito: nel 1° d'azzurro alla fascia d'argento caricata di una anguilla di verde, accompagnata in capo da una rosa di rosso ed in punta da tre bande d'argento (Leonetti); nel 2° d'oro al lupo rampante di nero (Luparini) (citato in SPRE - Vol. IV pag. 95) anguilla di verde su fascia di argento su azzurro - rosa di rosso su azzurro in alto - 3 bande di argento su azzurro in basso - lupo rampante di nero su oro (citato in LEOM) Motto: Clariores civium |
|        | Leonetti Mannucci Gianni (Prato) leone rampante di oro ramoscello di quercia al naturale tra le anteriori su monte a 6 cime di oro uscente dalla partizione su rosso - capo di Santo Stefano - banda doppiodentata di oro su azzurro - lambello (4gocce) di rosso 3 gigli di oro in alto a destra su azzurro - 2 aquile di argento su azzurro - argento pieno (citato in LEOM) |
|        | Leoni (Bologna) troncato: nel 1º di rosso, al leone d'oro nascente dalla partizione e tenente con le zampa destra una spada dello stesso; nel 2º d'azzurro, a tre spade d'argento appuntate in punta; al capo d'Angiò (citato in (11) – pag. 449) |
|        | Leoni (Pisa) Fasciato di sei pezzi di rosso e d'argento, al leone attraversante al naturale, coronato d'oro; e al capo del secondo, caricato di tre gigli del primo (citato in (14)) |
|        | Leoni (Siena) Di rosso, al leone d'oro tenente un oggetto d'argento (citato in (14)) |
|        | Leoni (Napoli) Titolo: nobili troncato 1° d'oro all'aquila di nero, 2° di nero al leone d'oro (citato in (17)) troncato: nel 1° di oro all'aquila di nero; nel 2° di nero al leone di oro (citato in SPRE - Vol. IV pag. 97) aquila di nero su oro - leone rampante di oro su nero (citato in LEOM) |
|        | Leoni (Terni) leone rampante contro albero su terrazzo di verde tutto al naturale su oro (citato in LEOM) |
|        | Leoni (Ancona, Milano, Roma) Titolo: conti; nobili dei conti di azzurro alla campagna di nero cucita, sostenente due leoni d'oro affrontati; quello di destra tenente una croce lunga di argento, quello di sinistra una spada dello stesso (citato in SPRE - Vol. IV pag. 96) 2 leoni controrampanti di oro su campagna di nero su azzurro - quello di sinistra tenente in sinistra una croce latina di argento - quello di destra una spada di argento posta in palo in destra (citato in LEOM) |
|        | Leoni (Rieti) Titolo: nobili di Rieti d'azzurro al leone d'oro movente da un monte di tre cime di verde uscente dalla punta ed addestrato da un albero all naturale nodrito nel lembo inferiore dello scudo (citato in SPRE - Vol. IV pag. 97) monte a 3 cime di verde uscente dalla punta sostenente - leone rampante di oro su azzurro - albero al naturale uscente dalla punta a sinistra su azzurro (citato in LEOM) |
|        | Leoni (Venezia) (FR) D'azur, au lion d'or, à la bande du même, brochant sur le lion et ch. de trois roses de gueules. (citato in http://www.euraldic.com/lasu/bl/bl_l_eo.html) |
|        | Leoni (Verona) 3 stelle (6 raggi) di oro su fascia di rosso su - leone rampante di oro su argento (citato in LEOM) |
|        | Leoni o Lion (Padova) Titolo: conti; nobili troncato di rosso e d'argento alla fascia d'azzurro; il 1° ad un leone del 2° coronato d'oro, con due code, nascente dalla partizione (citato in SPRE - Vol. IV pag. 97) fascia di azzurro su troncato di rosso e di argento - leone rampante nascente dalla fascia coda bifida di argento coronato di oro su rosso (citato in LEOM) |
|        | Leoni o Leoni del Leon Bianco (Toscana) (DE) Durch 1 blauen Balken gold-silber geteilt: Oben 1 schreitender rotgezungter naturfarbener Löwe, unten 1 rote Muschel (citato in (24)) |
|        | Leoni del Nicchio (Firenze) Troncato: nel 1º d'oro, al leone leopardito al naturale; nel 2º d'argento, alla conchiglia di rosso; e alla fascia d'azzurro passata sulla troncatura (citato in (14)) |
|        | Leonidi (Bagnoregio) Titolo: nobili di Bagnorea di azzurro al leone, tenente colla bocca una rosa al naturale, movente da una sfera e sormontato a destra da una stella di sei raggi, il tutto di oro (citato in SPRE - Vol. IV pag. 98) palla di oro sostenente - un leone rampante di oro su azzurro afferrante con la bocca una rosa di rosso stelata e fogliata di verde - stella (6 raggi) di oro posta in alto a sinistra su azzurro (citato in LEOM) |
|        | Leonino (Casale Monferrato, Genova, Parigi) Titolo: baroni di verde, al leone d'oro, linguato ed armato di rosso, tenente con la branca anteriore destra, una mano destra di carnagione, appalmata in palo (citato in SPRE - Vol. IV pag. 98) Di verde, al leone d'oro, linguato e armato di rosso, tenente nella zampa destra una mano di carnagione, appalmata, posta in palo (citato in (16)) leone rampante di oro tenente con la destra una mano appalmata umana recisa di carnaigone su verde (citato in LEOM) Cimiero: il leone del campo, nascente Motto: A virtute nobilitas |
|        | Leonori (Volterra) Titolo: patrizi di Volterra d'azzurro al rosaio fiorito di 3 rose di rosso fogliato e gambuto di verde, sostenuto da due leoni d'oro, affrontati (citato in SPRE - Vol. IV pag. 99) D'azzurro, alla pianta di rosaio sradicata di verde, fiorita di tre pezzi di rosso, sostenuta da due leoni affrontati d'oro, lampassati di rosso (citato in (14)) 2 leoni controrampanti di oro a una pianta sradicata di rose fiorita di 3 pezzi di rosso stelata e fogliata di verde tutto su azzurro (citato in LEOM) |
|        | Leonori (Monsavito, Roma, Ancona) Titolo: marchesi di San Lorenzo; conti; nobili di Fano, Ancona, Macerata, Norcia; nobili dei marchesi; patrizi di Macerata di azzurro al leone rampante d'oro tenente nelle zampe il mondo, d'oro, accompagnato dal motto Tibi Dño in lettere d'oro posto lungo il fianco destro dello scudo (citato in SPRE - Vol. IV pag. 98) leone rampante di oro tenente tra le zampe anteriori un mondo dello stesso accompagnato a sinistra dal - motto posto in palo in lettere maiuscole di oro: "TIBI DÑO" tutto su azzurro (citato in LEOM) alias di nero a due cotisse d'oro, con un leone passante di oro attraversante sul tutto. Capo dell'impero (citato in SPRE - Vol. IV pag. 98) leone passante di oro attraversante - 2 cotisse di oro su nero - capo d'Impero (citato in LEOM) |
|        | Leontini o Lentini (Sicilia) Titolo: barone di S. Basilio di rosso, con cinque fuselli d'oro accollati in banda (citato in (20)) alias d'azzuro due leoni d'oro affrontati e controrampanti ad una torre merlata dello stesso (citato in (20)) Corona di barone Notizie storiche in Famiglie nobili di Sicilia (archiviato dall'url originale il 5 marzo 2016).) |
|        | Leonzio (Molfetta) inquartato, nel 1° e nel 4° d'azzurro ad una rosa di rosso bottonata d'oro; nel 2° e nel 3° d'oro a 3 fasce di rosso (citato in ) |
|        | Leopardi (Borgotaro) partito dentato di rosso e d'oro: nel 1° al leopardo illeonito d'oro tenente colla branca anteriore destra un ramo di cinque ciliegie in fascia al naturale; nel 2° alla barca al naturale con vela gonfia verso sinistra (citato in (2) - pag. 308 e in DAlena) |
|        | Leopardi (Recanati) Titolo: conti di San Leopardo; nobili di Recanati d'argento, al leone rampante di rosso col capo d'Angiò (citato in SPRE) - Vol. IV pag. 101) leone rampante di rosso su argento - capo d'Angiò (citato in LEOM) |
|        | Leopardi (Cortona, Firenze) D'azzurro, al monte di sei cime d'oro, sostenente una croce latina di rosso, il tutto sinistrato da un leone d'oro, rampante sul monte alias D'azzurro, al monte di tre cime d'oro, sostenente una croce latina di rosso, il tutto sinistrato da un leone d'oro, rampante sul monte alias D'azzurro, al monte di sei cime d'oro, sostenente una croce latina di rosso, il tutto sinistrato da un leone d'oro, rampante sul monte, il tutto accostato a destra da una stella a otto punte di... e a sinistra da un crescente montante di... alias D'azzurro, al monte di tre cime d'oro, sostenente una croce latina di rosso, il tutto sinistrato da un leone d'oro, rampante sul monte, il tutto accostato a destra da una stella a otto punte di... e a sinistra da un crescente montante di... (citato in (14)) |
|        | Leopardi (Penne) Titolo: nobili d'azzurro al leone al naturale linguato di rosso, poggiato sul lembo inferiore dello scudo, sormontato da tre gigli d'oro sotto un lambello a quattro punte (citato in SPRE - Vol. IV pag. 102) D'azzurro al leone linguato di rosso poggiato sul lembo inferiore dello scudo sormontato da tre gigli d'oro e sotto un lambello d'argento a quattro punte (citato in DAlena) leone rampante al naturale su azzurro - lambello di argento (4 gocce) 3 gigli di oro su azzurro in alto (citato in LEOM) |
|        | Leopardi (Penne) leone rampante al naturale su azzurro - capo d'Angiò cucito (citato in LEOM) |
|        | Leopardi (Toscana) (DE) In Blau 1 schwebender goldener Sechsberg, von links bestiegen von 1 natürlichen goldenen Leoparden und oben rechts begleitet von 1 roten Kreuz (citato in (24)) |
|        | Leopardi (Osimo, Roma, Firenze) Titolo: nobili di Osimo d'oro al leopardo di azzurro illeonito tenente una croce lunga di rosso trifogliata, posta in sbarra, accostato in capo da un nastro di argento biforcuto d'ambo le parti portante il motto: In hoc signo in caratteri maiuscoli di nero (citato in SPRE - Vol. IV pag. 100) leopardo illeonito di azzurro tenente tra le zampe anteriori una croce latina trifogliata di rosso su oro - nastro di argento svolazzante in alto caricato del motto in lettere maiuscole di nero : "IN HOC SIGNO" su oro (citato in LEOM) Cimiero: leopardo nascente e tenente la croce come nello scudo |
|        | Leopardi Dittajuti (Osimo) Titolo: nobili di Osimo partito: al 1° d'oro al leopardo illeonito di azzurro tenente una croce latina trifogliata di rosso, posta in sbarra, e accostato in capo da un nastro di argento, cucito, dalle punte biforcute, con la scritta In hoc signo in caratteri maiuscoli di nero (Leopardi); al 2° di azzurro alla banda di oro caricata di tre gigli di argento cuciti, posti nel senso della banda (Dittajuti) (citato in SPRE - Vol. IV pag. 102) leopardo illeonito di azzurro tenente tra le zampe anteriori una croce latina trifogliata di rosso su oro - nastro di argento svolazzante in alto caricato del motto in lettere maiuscole di nero: "IN HOC SIGNO" su oro - 3 gigli di argento su banda di oro su azzurro (citato in LEOM) |
|        | Leopardo (Tropea) D'azzurro al leopardo illeonito d'oro (citato in BLCL) Immagine in Tropea Magazine. |
|        | Leotardi (Puget Theniers, Torino, Nizza, Vercelli) Titolo: conti di Pierlas, Pigna; baroni di Sant'Alessandro (Lomellina); signori di Boyon, Sant'Agnese; consignori di Santa Margherita, di Puget e di Aspromont D'azzurro, a tre stelle d'oro, male ordinate (citato in (16)) alias d'azzurro a tre stelle d'oro, poste 2, 1 (citato in SPRE - Vol. IV pag. 103) D'azzurro, a tre stelle d'oro, 2, 1 (citato in (16)) 3 stelle (5 raggi) di oro poste 2,1 su azzurro (citato in LEOM) |

### Lep
| Stemma | Casato e blasonatura |
| ------ | --- |
|        | Le Piane (Catanzaro) Titolo: marchese, nobili dei marchesi d'oro al pino di verde posto sul medio di tre monti di nero moventi dalla punta di due leoni di rosso controrampanti al fusto (citato in (17)) 2 leoni controrampanti di rosso verso un - albero di pino di verde nodrito sul più alto di 3 monti al naturale di nero uscenti dalla punta tutto su oro (citato in LEOM) |
|        | Lepidi (Abruzzo) D'argento al leone scorticato di rosso (citato in DAlena) |
|        | Leporati (Modena) Lepre (citato in DAlena) |
|        | Lepore (L'Aquila) Inquartato: nel 1° e 4° trinciato d'argento e di verde, alla lepre al naturale posta in banda sulla partizione; nel 2° e 3° scaccato di quattro per quattro d'azzurro e d'argento (citato in DAlena) |
|        | Lepore (Molfetta) d'azzurro, alla fascia d'argento, accompagnata in capo da un giglio e in punta da una rosa dello stesso alias d'azzurro, alla fascia d'oro, accompagnata in capo da un giglio dello stesso e in punta da una rosa di rosso (citato in DAlena e in ) |
|        | Lepore (Trani, Bisceglie) Titolo: patrizio di Trani di verde alla banda d'argento al capo di un giglio d'argento, in punta una rosa di rosso (citato in (17)) |
|        | Lepore (Bisceglie) Titolo: baroni di Castel Saraceno; nobili patrizi di Trani di verde alla banda di argento, accompagnata nel capo da un giglio d'oro, e nella punta da una rosa di rosso (citato in SPRE - Vol. IV pag. 104) banda di argento su verde - giglio di oro in alto a destra - rosa di rosso in basso a sinistra su verde (citato in LEOM) |
|        | Lepori (Modigliana) Titolo: nobili di Modigliana troncato: nel 1° d'argento al leone passante al naturale, linguato di rosso, coronato d'oro, e sormontato da una corona dello stesso; nel 2° di oro a tre sbarre di rosso (citato in SPRE - Vol. IV pag. 104) Troncato: nel 1º d'argento, al leone leopardito al naturale, coronato di due corone d'oro, poste l'una sull'altra; nel 2º d'oro, a tre sbarre di rosso (citato in (14)) leone passante sulla troncatura al naturale coronato di oro e sormontato da una corona dello stesso su argento - 3 sbarre di rosso su oro (citato in LEOM) |
|        | Leporotti (Correggio) Lepre (citato in DAlena) |
|        | Lepri (Roma) Lepre (citato in DAlena) |
|        | Lepri (Roma) (la blasonatura non è stata ancora caricata) (Immagine nell' Archivio Storico Capitolino (PDF) (archiviato dall'url originale il 5 marzo 2016).) |
|        | Lepri (Roma) lepre di argento corrente su terrazzo di verde sostenente aquila di nero coronata di oro su azzurro (citato in LEOM) |
|        | Lepri o De Leporibus (Roma) Titolo: marchesi; marchesi di Rota; patrizi di Roma; nobili di Roma di azzurro alla lepre rivoltata e corrente al naturale sopra un terreno di verde sormontata da un'aquila di nero coronata di oro (citato in SPRE - Vol. IV pag. 104) lepre corrente rivolta al naturale su terrazzo dello stesso su azzurro - aquila di nero coronata di oro in alto su azzurro (citato in LEOM) alias d'azzurro alla lepre corrente sopra un terreno di verde. Capo di oro caricato di un'aquila coronata di nero e sostenuto da una fascia di rosso (Curti Lepri) (citato in SPRE - Vol. IV pag. 104) alias d'azzurro alla lepre d'argento corrente sul terreno di verde e sostenente un'aquila di nero, coronata d'oro (citato in SPRE - Vol. IV pag. 104) lepre corrente di argento su terrazzo di verde sostenente una - aquila di nero coronata di oro tutto su azzurro (citato in LEOM) |
|        | Leprotti (Piemonte) Lepre (citato in DAlena) |

### Leq
| Stemma | Casato e blasonatura |
| ------ | --- |
|        | Lequio (Cherasco) D'azzurro, al leone d'oro, lampassato di rosso, tenente un ramo di palma, di verde Motto: Nec fulmen metuit (citato in (16)) |
|        | Lequio (Cuneo, Pinerolo, Roma) Titolo: nobili con il predicato di Assaba; conti Troncato, con la fascia d'oro sulla partizione, al 1° d'azzurro, a tre stelle d'oro male ordinate, al 2° di rosso, alla capra d'argento, ferma sopra un ristretto di verde Motto: Vi et ingenio (citato in (16)) |

### Ler
| Stemma | Casato e blasonatura |
| ------ | --- |
|        | Lercari (Sicilia) Titolo: conte di S. Carlo d'oro, con tre fasce di rosso (citato in (20)) Corona di conte Notizie storiche in Famiglie nobili di Sicilia (archiviato dall'url originale il 7 marzo 2006).) |
|        | Lercari (Roma) d'oro a tre fasce di rosso (Immagine nell' Archivio Storico Capitolino (PDF).) |
|        | Lercari (Ovada) D'oro, a tre fasce di rosso (citato in (26)) |
|        | Lercari Imperiale (Genova) Titolo: consignori di Carrosio D'oro, a tre fasce di rosso (citato in (16)) |
|        | Lercaro (Genova, Sicilia) d'oro, a tre fasce di rosso (citato in Mango) |
|        | Leria (Biella) Titolo: consignori di Castellengo Di verde, a due fasce cucite, di rosso, con il capo d'argento, carico di un leone illeopardito, di rosso alias Di verde, a due fasce di rosso, cucite, la prima sostenente un leone, pure di rosso, cucito (citato in (16)) |
|        | Leria (Vercelli) Fasciato di rosso e d'argento, con il capo del secondo, carico di un leone illeopardito del primo alias Troncato, al 1° d'argento, al leone passante di rosso, al 2° di rosso, a due fasce d'argento Motto: Durum patientia frangit (citato in (16)) |
|        | Lerma (Firenze) Inquartato: nel 1º e 4º di rosso, alla croce fioronata d'oro; nel 2º e 3º d'azzurro, al crescente rovesciato d'argento (citato in (14)) |
|        | Lerma o De Lerma (Napoli, San Giorgio a Cremano) Titolo: duca di Castelmezzano, principe di Torrebruna, duca di Celenza inquartato: nel 1° e 4° di rosso alla croce gigliata d'oro; e nel 2° e 3° d'azzurro ad un crescente d'argento (citato in SPRE - Vol. IV pag. 105) Inquartato: 1° e 4° di rosso alla croce gigliata d'oro, 2° e 3° d'azzurro ad una luna crescente d'argento (citato in (17)) croce gigliata di oro su rosso - luna di argento su azzurro (citato in LEOM)                             |
|        | Lermo de Rera (Sicilia) Titolo: marchese di Santaninfa d'azzurro, con un guerriero armato di lancia tenente a' fianchi legati due cani d'argento, accompagnato da una croce patente d'oro posta nel cantone destro del capo, da due serpenti d'oro inalberati combattenti posti nel canton destro della punta, ed un albero al naturale nel cantone sinistro della punta (citato in (20)) Corona di marchese Notizie storiche in Famiglie nobili di Sicilia (archiviato dall'url originale il 5 marzo 2016).) |

### Les
| Stemma | Casato e blasonatura |
| ------ | --- |
|        | Leschaux (Aosta) Titolo: signori di Sarre e Chesalet Inquartato, al 1° e 4° di rosso, a tre bisanti d'argento, al 2° e 3° d'oro, al castello murato di nero, aperto del campo, con un leone illeopardito, passante da una torre all'altra, il tutto di rosso (citato in (16))                     |
|        | Lescours (Valdigne) D'argento, mantellato di nero (citato in (16)) |
|        | Lesna (Chieir, Torino) Titolo: conti di Lessolo; consignori di Alice Belcolle, Lanerio D'azzurro, alla fascia d'argento, caricata di tre rose di rosso, bottonate d'oro, la fascia accompagnata in capo da tre stelle, ordinate in fascia, in punta da due bande, il tutto d'oro (citato in (16)) |
|        | Lessi (Firenze) D'azzurro, all'albero sradicato e mozzo al naturale, racchiudente fra le radici, bifide e piegate in cerchio, un sole raggiante d'oro, sorgente dalla punta (citato in (14)) |
|        | Lessona (Biella) Titolo: consignori di Benna e Candelo, Biella, Bolgaro, Castellengo, Gifflenga, Mottalciata, Roasenda Trinciato, di rosso e d'argento alla banda d'azzurro alias D'argento, al capo di rosso, con la banda d'azzurro passante sul tutto (citato in (16))                         |
|        | Lessona o Lezona Troncato, d'argento e di rosso, alla banda di verde, attraversante (citato in (16)) |
|        | Lessona Titolo: conti Trinciato, di rosso e d'argento alla banda d'azzurro (citato in (16)) |

### Let
| Stemma | Casato e blasonatura |
| ------ | --- |
|        | Leti (Ferrara) Leone leopardito (citato in DAlena) |
|        | Leti (Spoleto) Titolo: consignori di Castelnuovo di Ceva (la blasonatura non è ancora stata caricata) (citato in (16)) |
|        | Leto (Sicilia, Polizzi) Titolo: barone di Cammissini e Lo Piro, Priolo, Capodarso, Passamitello di rosso, alla fonte d'argento, e la gru rivoltata al naturale in atto di bere (citato in SPRE - Vol. IV pag. 106) di rosso alla fonte d'argento con la gru al naturale in atto di bere (citato in DAlena) di rosso, alla fonte d'argento, e la grù al naturale su di essa in atto di bere (citato in Mango e in (20)) di rosso, con una grue d'argento dissetante in un fonte dello stesso (citato in (20)) gru al naturale rivolta nell'atto di bere in - una fontana di argento su rosso (citato in LEOM) Corona di barone Notizie storiche in Famiglie nobili di Sicilia (archiviato dall'url originale il 20 gennaio 2012).) Ulteriori notizie storiche in Famiglie nobili di Sicilia (archiviato dall'url originale il 7 febbraio 2006). |
|        | Leto (Catanzaro) Di rosso alla gru con la sua vigilanza al naturale (citato in DAlena e in BLCL) |

### Leu
| Stemma | Casato e blasonatura |
| ------ | --- |
|        | Leucci (Firenze) Di rosso, al leone d'oro (citato in (14))                                                                               |
|        | Leutrum (Württemberg) Titolo: conti; baroni del S.R.I. Di nero, allo stambecco d'argento, ritto Motto: Halt hart an mir (citato in (16)) |

### Lev
| Stemma | Casato e blasonatura |
| ------ | --- |
|        | Le Vacher (Parma) Titolo: nobili di rosso alla vacca d'oro, coronata d'oro, col capo d'azzurro, caricato di un crescente d'argento (citato in SPRE - Vol. IV pag. 107) vacca passante coronata di oro su rosso - luna montante di argento su azzurro in capo (citato in LEOM) |
|        | Levante o Levanto (Castelbuono, Palermo) Titolo: nobile, cavaliere d'azzurro alla quercia al naturale, nodrita sopra un terreno dello stesso, attraversata sul tronco da un liocorno d'argento, passante sul terreno (citato in SPRE - Vol. IV pag. 107) d'azzurro alla quercia al naturale, sopra un terreno di verde, attraversata sul tronco da un liocorno d'argento, passante sul terreno (citato in (17) e in (20)) liocorno passante di argento su terrazzo al naturale traversante - un albero di quercia dello stesso su azzurro (citato in LEOM) alias di azzurro al sole di oro nascente dal mare e accompagnato in capo da un'aquila volante il tutto al naturale (citato in SPRE - Vol. IV pag. 107) d'azzurro al sole d'oro nascente dal mare e accompagnato in capo da un'aquila volante al naturale (citato in (17)) sole raggiante di oro nascente dal mare al naturale accompagnato in capo da - una aquila in volo dello stesso tutto su azzurro (citato in LEOM) Notizie storiche in Famiglie nobili di Sicilia (archiviato dall'url originale il 7 febbraio 2006).) |
|        | Levanto (Genova, Lecce) 5 losanghe appuntate in palo di oro su partito di nero e di rosso (citato in LEOM) |
|        | Levera (Andorno) Di verde, alla lepre accovacciata in un cespuglio, al naturale alias D'azzurro, alla lepre al naturale, accovacciata in un cespuglio, con il capo d'oro, all'aquila al naturale, coronata di nero Motto: Spero - Cum duce vigilo (citato in (16)) |
|        | Leverone o Levrone (Fossano) Titolo: marchesi di Vinadio e Sambuco; conti di Aisone e Pietraporzio Trinciato, d'oro, al lepre di nero, corrente, e bandato di nero e d'oro (citato in (16)) |
|        | Levi (Alessandria d'Egitto, Firenze, Venezia) bacile di sacrificio di argento sormontato da 2 braccia vestite di verde uscenti da destra nell'atto di ricevere sulle mani di carnagione acqua versata da una brocca di argento tenuta in sbarra da avambraccio simile uscente da sinistra su rosso - albero di palma sradicato di verde su azzurro - piramide di argento su terrazzo di verde su azzurro - veliero a 2 alberi vele spiegate al naturale su mare su rosso (citato in LEOM) |
|        | Levi (Bologna, Sestri Levante, Reggio Emilia, Santa Margherita Ligure, Vimercate) Titolo: patrizi di Reggio Emilia di azzurro all'avambraccio movente dal fianco sinistro dello scudo, vestito di nero, tenente colla mano di carnagione un mesciatello di argento, inclinato in banda, che versa acqua al naturale nel sottostante bacile di argento del sacrificio (citato in SPRE - Vol. IV pag. 108) braccio destro uscente da destra vestito di nero tenente una brocca di argento con la mano di carnagione con cui versa dell'acqua in un bacile di argento tutto su azzurro (citato in LEOM) |
|        | Levi (Alessandria d'Egitto, Firenze, Venezia) Titolo: baroni inquartato: al 1° di verde all'avambraccio di carnagione tenente un mesciatello, inclinato in sbarra, che versa acqua nel sottostante bacile del sacrificio, il tutto d'oro; al 2° di rosso a due spade d'oro all'ingiù, una accanto all'altra; al 3° di rosso al leone d'oro; al 4° di verde a due stelle (6) d'oro ordinate in banda (citato in SPRE - Vol. IV pag. 109) avambraccio destro uscente da destra di carnagione afferrante una brocca di oro con cui versa dell'acqua in un bacile di oro su verde - 2 spade poste in palo punte al basso di oro su rosso - leone rampante di oro su rosso - 2 stelle (6 raggi) di oro poste in banda su verde (citato in LEOM) Sostegni: due leoni al naturale affrontati |
|        | Levi de Veali (Finale Emilia, Alessandria, Torino) Titolo: baroni d'azzurro, al piatto del sagrificio, sostenente una pecora ritta ed un'anfora ansata, affrontata, il tutto d'argento; col capo del campo, sostenuto d'oro, carico di due covoni dello stesso (citato in SPRE - Vol. IV pag. 110) D'azzurro, al piatto del sacrificio, sostenente una pecora ferma e un'anfora ansata affrontata, il tutto d'argento, con il capo del campo, sostenuto d'oro, carico di due covoni dello stesso (citato in (16)) grande piatto di argento sostenente - una pecora ferma e - una brocca tutto di argento su azzurro - 2 fasci di grano (covoni) di oro posti in fascia su azzurro in capo - trangla di oro (citato in LEOM) Motto: Calamo et aratro Svolazzi: d'oro e di rosso |
|        | Levino o Levini (Savigliano) D'oro, alla pianta di lupini, fruttata, di verde (citato in (16)) |
|        | Levorati (Padova) Titolo: nobili partito: al 1° di nero al lepre al naturale ritto; al 2° d'azzurro al compasso aperto, infilato in una corona, rovesciato e sormontato da una stella (6), il tutto d'oro (citato in SPRE - Vol. IV pag. 110) lepre rampante al naturale su nero - compasso aperto di oro punte in alto infilato in una corona dello stesso su azzurro - stella (6 raggi) di oro in alto su azzurro (citato in LEOM) |
|        | Levrotti o Leprotti (Carmagnola) Titolo: conti di Fontanetto Di rosso, al lepre d'argento, corrente sulla pianura erbosa, al naturale; con il capo d'azzurro, cucito, carico di tre stelle, d'oro Motto: Lumen et auxilium (citato in (16)) |

### Lew
| Stemma | Casato e blasonatura |
| ------ | --- |
|        | Lewetzow (Gorizia) Titolo: baroni dell'I. A. d'argento a un cancello girevole (Drehgatter) di rosso (citato in SPRE - Vol. IV pag. 110) cancello girevole su perno tutto di rosso su argento (citato in LEOM) Cimiero: l'elmo coperto di un drappo di rosso foderato d'argento, cimato da un mazzo di penne di pavone su due righe 5 e 5, caricato di metà dal cancello girevole rovesciato, di rosso |

### Ley
| Stemma | Casato e blasonatura |
| ------ | --- |
|        | Leys (Montagna) Titolo: nobili di Paschpach inquartato: nel 1° e 4°, troncato di nero e di oro al leone dell'uno all'altro lampassato di rosso; nel 2° e 3° controinquartato: a) e d) trinciato di rosso e d'argento e d'argento e di rosso; b) e c) tagliato d'argento e di rosso, e di rosso e d'argento (citato in SPRE - Vol. IV pag. 111) leone rampante troncato di oro e di nero su troncato di nero e di oro - grembiato di rosso e di argento (citato in LEOM) Cimiero: il leone d'oro nascente e lampassato di rosso |

### Lez
| Stemma | Casato e blasonatura |
| ------ | --- |
|        | Lezzani (Roma) Titolo: marchesi di azzurro alla banda di rosso caricata di due colombe d'argento, e accompagnata in capo da un crescente d'argento ed in punta da un giglio d'oro (citato in SPRE - Vol. IV pag. 111) 2 colombe di argento sulle estremità di una banda di rosso su azzurro - luna montante di argento in alto a destra - giglio di oro in basso a sinistra su azzurro (citato in LEOM) |

### Lh
| Stemma | Casato e blasonatura |
| ------ | --- |
|        | L'Heritier (Forez, Bard, Donnaz) D'azzurro, al ponte di due campate, diritte, unite a punta, con tre pilieri, sormontati da due stelle, il tutto d'oro (citato in (16)) |
|        | L'Hermite (Siena, Firenze) di verde a tredici palline da rosario di argento ordinate in scaglione, sormontate da un globo imperiale di oro, il tutto accompagnato da tre rose di argento poste due in capo ed una in punta (citato in SPRE – Vol. III pag. 665) 13 grani (palline) di rosario di argento posti in scaglione accompagnati da - 3 rose poste 2,1 dello stesso e cimati da - un globo di oro crociato di argento tutto su verde (citato in LEOM) |

### Li
| Stemma | Casato e blasonatura                                                         |
| ------ | ---------------------------------------------------------------------------- |
|        | Li (Toscana) (DE) n Rot 10 blaue Scheiben, 3:2:3:2 gestellt (citato in (24)) |

### Lia
| Stemma | Casato e blasonatura |
| ------ | --- |
|        | Liannazza (Terni, Firenze, Brescia) Titolo: nobili di Terni d'azzurro al leone movente dal terreno sostenente colle branche anteriori e colla posteriore destra una clava all'insù, il tutto al naturale, con tre stelle di sei raggi d'oro ordinate in fascia nel punto del capo (citato in SPRE - Vol. IV pag. 111) leone rampante movente da terrazzo sostenente con le 2 anteriori e la destra posteriore una clava posta in palo tutto al naturale su azzurro - 3 stelle (6 raggi) di oro poste in fascia in alto su azzurro (citato in LEOM) Motto: Clavam tenit leo |
|        | Liato (Andorno) Cigno (citato in DAlena) |
|        | Liatti o Liato (Tavigliano) Titolo: signori di Castelletto Cervo Fasciato d'azzurro e di rosso, di quattro pezzi, caricati di un'oca d'argento, in atto di volare; con il capo partito di Chiablese e di Susa alias Semipartito e troncato: al 1° di Chiablese per concessione; al 2° di Susa; al 3° di Liatti, che è fasciato d'azzurro e di rosso, al cigno d'argento, membrato di nero, attraversante Motto: Fide et robore (citato in (16)) |

### Lib
| Stemma | Casato e blasonatura |
| ------ | --- |
|        | Libelli (Città di Castello) 3 stelle (8 raggi) di oro su fascia di rosso su - leone rampante troncato di oro e di verde su troncato di verde e di oro (citato in LEOM) |
|        | Liberali (Asolo) (la blasonatura non è stata ancora caricata) (citato in DAlena) |
|        | Liberati Tagliaferri (Reggio Emilia) Titolo: conti; patrizi di Reggio Emilia troncato, semipartito: nel 1° d'azzurro a tre stelle d'oro male ordinate; nel 2° di rosso al compasso d'oro semiaperto e colle punte rivolte in alto; nel 3° d'azzurro ad una stella d'oro, col capo di rosso cucito (citato in SPRE - Vol. IV pag. 112) 3 stelle (5 raggi) di oro poste 1,2 su azzurro - compasso di oro aperto punte in alto su rosso - stella (5 raggi) di oro su azzurro - rosso pieno in capo (citato in LEOM) |
|        | Libertini (Caltagirone) Titolo: barone di San Marco lo Vecchio di rosso, al leone rivoltato posto a destra, affrontato ad una tenda da campo uscente dal lembo sinistro, sostenuta da due lance, il tutto sormontato da tre stelle di sei raggi ordinate in fascia, il tutto d'oro (citato in SPRE - Vol. IV pag. 113) di rosso al leone posto a destra affrontato ad una tenda da campo sostenuta da due lance sormontata da tre stelle il tutto d'oro (citato in (17)) di rosso, al leone rivoltato, posto a destra, affrontato da una tenda di campo, uscente dal lembo sinistro, sostenuta da due lance, il tutto sormontato da tre stelle di sei raggi ordinate in fascia d'oro (citato in Mango e in (20)) leone rampante rivolto di oro verso - una tenda da campo dello stesso uscente dalla punta su rosso - 3 stelle (6 raggi) di oro poste in fascia in alto su rosso (citato in LEOM) Notizie storiche in Famiglie nobili di Sicilia (archiviato dall'url originale il 7 febbraio 2006).) |
|        | Libri o Libri del Bue (Firenze) Titolo: patrizi fiorentini d'argento, a 3 libri chiusi di rosso, affibbiati d'oro (citato in (2) - pag. 339 e pag. 409 (d'argento, a tre libri di rosso guerniti e bollettati d'oro) e in DAlena) di argento ai tre librI, chiusi, di rosso, con spranghe del medesimo, disposti due e uno (citato in SPRE - Vol. IV pag. 114) D'argento, a tre libri chiusi e rovesciati di rosso, affibbiati d'oro, 2.1 (citato in (14)) 3 libri chiusi di rosso posti 2,1 su argento (citato in LEOM) (DE) In Silber 3 senkrecht gelegte rote Bücher mit goldenen Seiten, 2:1 gestellt (citato in (24)) |

### Lic
| Stemma | Casato e blasonatura |
| ------ | --- |
|        | Licari (Randazzo, Messina) d'azzurro, al monte di tre cime d'oro, battuto da un mare d'argento, fluttuoso di nero, movente dalla punta (citato in Mango) |
|        | Li Castri Patti (Sicilia) 9 stelle (5 raggi) di oro su azzurro poste 3,3,3 (citato in LEOM) |
|        | Licata (Palermo) Titolo: principe di Baucina, marchese di Montemaggiore e Biscardo, conte di Isnello, barone d‘Aspromonte di rosso al leone sormontato da tre stelle il tutto d'oro (citato in (17)) |
|        | Licata o Leocata (Palermo) Titolo: barone di Aspromonte; conte di Isnello; marchese di Montemaggiotre con Biscardo; principe di Baucina di rosso, al leone sormontato da una cometa ondeggiante in palo, accostata da due stelle di 6 raggi, il tutto d'oro (citato in SPRE - Vol. IV pag. 114) di rosso, al leone sormontato da una cometa, ondeggiante in palo, accostata da due stelle di sei raggi, il tutto d'oro (citato in Mango e in (20)) leone rampante di oro su rosso - cometa di oro posta in palo affiancata da - 2 stelle (6 raggi) dello stesso in alto su rosso (citato in LEOM) Notizie storiche in Famiglie nobili di Sicilia (archiviato dall'url originale il 7 febbraio 2006).) |
|        | Liccardi (Molfetta) di rosso, al monte d'argento, movente dalla punta e cimato da una pianta fogliata di 5 pezzi dello stesso (citato in ) |
|        | Liccioli (Fiesole, Firenze) Titolo: nobili di Fiesole D'azzurro, all'albero di leccio al naturale, nodrito sul terreno dello stesso e sormontato da tre stelle a otto punte d'oro, 1.2 (citato in (14)) alias d'azzurro al leccio al naturale sulla campagna di verde, sormontato da tre stelle di otto raggi di oro (citato in SPRE - Vol. IV pag. 115) albero di leccio al naturale su terrazzo dello stesso su azzurro - 3 stelle (8 raggi) di oro poste in fascia in alto su azzurro (citato in LEOM) |
|        | Li Chiavi (Palermo, Agrigento) Titolo: baroni del Leone, nobili dei baroni 'oro ad un braccio armato al naturale impugnante una bandiera di verde, posta in sbarra e svolazzante a sinistra, accostato da due chiavi di nero l'ingegno rivolto verso i fianchi ed accompagnato da tre alberi sradicati di verde, moventi dalla punta (citato in SPRE - Vol. IV pag. 115) d'oro al braccio armato al naturale impugnante una bandiera di verde, accostato da due chiavi di nero accompagnate da tre alberi di verde (citato in (17) e in (20)) braccio destro armato reciso al naturale impugnante con la mano guantata una bandiera posta in sbarra di verde affiancato da - 2 chiavi di nero gli ingegni all'esterno e da - 3 alberi sradicati in palo posti in fascia in basso tutto su oro (citato in LEOM) Notizie storiche in Famiglie nobili di Sicilia (archiviato dall'url originale il 7 febbraio 2006).) |
|        | Licia (Novara) Luccio (citato in DAlena) |
|        | Licia (Borgo d'Ale) D'azzurro, a due lucci d'argento, ombreggiati di nero, decussati, sormontati da una stella d'oro Motto: Lux in tenebris lucet (citato in (16)) |
|        | Lico (Catanzaro) D'azzurro al leone d'oro (citato in DAlena e in BLCL) |
|        | Licori (Sicilia) Titolo: conte di Gagliano di rosso, con un leone d'oro, tenente con le zampe una scure d'argento (citato in (20)) Corona di conte Notizie storiche in Famiglie nobili di Sicilia (archiviato dall'url originale il 5 marzo 2016).) |

### Lid
| Stemma | Casato e blasonatura |
| ------ | --- |
|        | Lidestri o Li Destri (Palermo) Titolo: barone di Rainò, di Equila Verde, di Montagna di Neglia, di Ficuzza, di Grotte di Famusa, di San Todaro e Montagna del Corvo, nobili dei baroni, cavaliere di rosso, al braccio armato d'argento, impugnante con la mano di carnagione tre spighe di frumento d'oro (citato in SPRE - Vol. IV pag. 115) di rosso al braccio armato d'argento, impugnante con la mano di carnagione tre spighe di frumento d'oro (citato in (17), in Mango e in (20)) alias braccio destro armato di argento uscente da destra impugnante con la mano guantata dello stesso 3 spighe di frumento di oro su rosso (citato in LEOM) Notizie storiche in Famiglie nobili di Sicilia (archiviato dall'url originale il 7 febbraio 2006).) |
|        | Lidonnici (Polistena) (la blasonatura non è stata ancora caricata) (Immagine nella Raccolta stemmi Trippini (JPG).) |

### Lie
| Stemma | Casato e blasonatura |
| ------ | --- |
|        | Lieto (Ravello, Napoli) Titolo: baroni di azzurro alla fascia d'oro, accompagnata in capo da tre stelle di sei raggi dello stesso ordinate in fascia, ed in punta da un monte all'italiana di tre cime di verde, la centrale cimata da un uccello al naturale (citato in SPRE - Vol. IV pag. 116) d'azzurro alla fascia d'oro con tre stelle al capo, in punta un monte all'italiana di verde cimato da un uccello al naturale (citato in (17)) fascia di oro su azzurro - 3 stelle (6 raggi) di oro poste in fascia in alto su azzurro - monte a 3 cime di verde uscente dalla punta cimato da un uccello al naturale su azzurro (citato in LEOM) |
|        | Lieto o Leto (Napoletano) Titolo: barone di Capodarso, Priolo; duca di Polignano di rosso alla grue dissetante in una fonte, il tutto d'argento (citato in (19)) Notizie storiche in Nobili napoletani. |

### Lif
| Stemma | Casato e blasonatura |
| ------ | --- |
|        | Lifforti o Eleforte o Le Fort (Cuneo, Ginevra) d'azzurro, all'elefante, fermo sulla pianura attraversante un palmizio, nodrito nella medesima, il tutto di argento (citato in (23)) alias (FR) d'azur à l'elephant passant d'or, la trompe dirigée en avant, portant une tour crenelée de meme, ajourée et maconnée de sable, l'elephant carapaconné d'une housse du second, charges des armes imperiales (diploma del 1698) (citato in (23)) alias coupé au 1º, aux armes du diplome du 1698, au 2º d'or au pavillon, sa trabe d'argent posée en bande, son drap flottant, en fasce argent, azur et gueules, un sautoir d'azur brochant sur le tierce (diploma del 1795) (citato in (23)) Cimiero: une aigle double eployée de sable (diploma del 1698) / deux cimiers, le premier semblable a celui du diplome de 1698, le second un pavillon semblable a celui de l'ecu, la trabe en pal (diploma del 1795) |

### Lig
| Stemma | Casato e blasonatura |
| ------ | --- |
|        | Ligas (Ortacesus) Titolo: cavalieri; nobili; Don In campo d'argento un fascio di grano verde legato di nero, movente da una campagna pure di verde e sormontato da una corona d'oro con un sole dello stesso metallo orizzontale a sinistra Motto: Fidelitas (citato in DAlena) |
|        | Ligi (Firenze) Di rosso, a otto palle d'azzurro, 1.3.3.1 alias Di rosso, a sei palle d'azzurro, 3.2.1 (citato in (14)) |
|        | Lignana (Lignana) Titolo: marchesi di Moncrivello; conti di Lignana, Rivalta, Roccaforte, Val d'Ellero, Valenza, Varigliè; baroni di Ozzano; signori di Balzola, Frassinello, Morano, Moransengo, Rivarotta, Sali, S. Secondo, Settimo Torinese, Tonengo; consignori di Coniolo, Moriondo, Piazzo, Robbio, S. Martino, Terruggia D'azzurro, a due leoni d'oro, linguati di rosso, affrontati e appoggiati con le branche anteriori alias Inquartato, al 1º e 4º d'azzurro, all'aquila d'argento, bicipite, coronata sulle due teste, al 2º e 3º d'azzurro, a due leoni d'oro, linguati di rosso, affrontati e appoggiati con le branche anteriori alias Inquartato, di Lignana e di Arborio alias Inquartato, di Lignana e d'azzurro, alla fascia d'oro, carica di tre cuori, di rosso, e accompagnata in capo da un'aquila, d'argento, e in punta da un corno, pure d'argento Motto: Sans douter (citato in (16)) |
|        | Lignani (Bologna) inquartato: nel 1º e 4º d'oro, all'aquila coronata di nero; nel 2º e 3º troncato di roso, al leopardo d'oro, e d'argento, al tronco di coralli al naturale (citato in (11) – pag. 453) |
|        | Lignani (Città di Castello) Titolo: nobili di Città di Castello inquartato: nel 1° e 4° di rosso all'aquila coronata di nero; nel 2° e 3° troncato: sopra di rosso al leopardo (illeonito ?) di oro, sotto d'argento alla radice di corallo al naturale (citato in SPRE - Vol. IV pag. 116) aquila coronata di nero su rosso - leopardo illeonito di oro sul rosso del troncato di rosso e di argento - radice di corallo al naturale su argento (citato in LEOM) |
|        | Lignani Ferri (Firenze) Inquartato: nel 1º e 4º di rosso, all'aquila dal volo spiegato di nero, coronata dello stesso; nel 2º e 3º troncato: a/ di rosso, al leopardo d'oro, b/ d'argento, al ramo di corallo al naturale. alias Troncato: nel 1º di rosso, al leopardo d'oro; nel 2º d'argento, al ramo di corallo al naturale; con il capo di rosso, caricato dell'aquila dal volo spiegato di nero, coronata dello stesso (citato in (14)) |
|        | Ligne-d'Aremberg Titolo: marchesi di Grana Di rosso, a tre fiori di nespolo, d'oro, forati del campo (citato in (16)) |
|        | Ligni (Napoletano) di rosso ai tre caprioli sormontati da un lambello a tre pendenti, il tutto d'argento (citato in (19)) Notizie storiche in Nobili napoletani. |
|        | Lignola (Lettere, Napoli) Titolo: nobili di Lettere d'azzurro a tre fasce d'oro, in capo tre stelle d'oro, in punta un leone al naturale (citato in (17)) |
|        | Lignola (Napoli) Titolo: nobili di Lettere di azzurro a tre fasce di oro accompagnate in capo da tre stelle d'argento ordinate in fascia, ed in punta da un leone passante al naturale (citato in SPRE - Vol. IV pag. 116) 3 fasce di oro su azzurro - 3 stelle (5 raggi) di argento poste in fascia in alto su azzurro - leone passante al naturale in basso su azzurro (citato in LEOM) |
|        | Li Gregni (Sicilia) d'azzurro, al grifo d'oro, impugnante con la branca anteriore destra un fascio di spighe dello stesso (citato in Mango) |
|        | Li Guastelli (Palermo) di rosso, alla scaglione d'oro, accompagnato da sette gigli dello stesso (citato in Mango) |
|        | Liguoro o De Liguoro o De Liguori (Napoli, Milano, Roma) Titolo: patrizio napoletano, principe di Presicce, nobili dei principi; duca di San Nicola; principe di Montefalcone; duca di Canzano troncato di azzurro e d'oro al leone dell'uno nell'altro con la fascia d'argento attraversante sulla troncatura (citato in SPRE - Vol. IV pag. 117) troncato d'azzurro e d'oro al leone dell'uno e dell'altro attraversato da una fascia d'argento (citato in (17)) fascia di argento su - leone rampante troncato di oro e di azzurro su troncato di azzurro e di oro (citato in LEOM) |

### Lil
| Stemma | Casato e blasonatura                                                           |
| ------ | ------------------------------------------------------------------------------ |
|        | Lillo (Molise) (la blasonatura non è stata ancora caricata) (citato in DAlena) |

### Lim
| Stemma | Casato e blasonatura |
| ------ | --- |
|        | Li Moli o Le Moli o Molè (Messina) di rosso, al capriolo d'oro, accompagnato nel capo da due stelle dello stesso e nella punta da un crescente montante d'argento (citato in Mango) |
|        | Limone (Napoletano) (la blasonatura non è stata ancora caricata) (citato in (19))                                                                                                   |

### Lin
| Stemma | Casato e blasonatura |
| ------ | --- |
|        | Linares (Reggio Calabria) (la blasonatura non è stata ancora caricata) (Immagine nella Raccolta stemmi Trippini (JPG).) |
|        | Linari (Reggio Emilia) Titolo: patrizi di Reggio Emilia di azzurro alla fascia di rosso cucita, caricata di tre stelle d'argento, accompagnata in capo da un cane nascente d'oro ed in punta da una casa al naturale, aperta e finestrata di verde su due piani, 5, (citato in SPRE - Vol. IV pag. 118) 3 stelle (5 raggi) di argento poste su fascia di rosso su azzurro - cane rampante nascente di oro dalla fascia su azzurro - casa al naturale con 9 finestre poste su 2 piani 5,4 di verde aperta dello stesso in basso su azzurro (citato in LEOM) |
|        | Linati (Parma) albero pioppo al naturale uscente da terrazzo di verde su 2 fasce convesse di argento su azzurro - luna montante di argento posta sulla cima del pioppo (citato in LEOM) |
|        | Linati (Parma) Titolo: conti di Gaianò con Oppiano; nobili d'azzurro al pioppo nudrito sulla pianura erbosa il tutto al naturale, e accompagnato in capo da un crescente d'argento (citato in SPRE - Vol. IV pag. 119) albero di pioppo al naturale su pianura erbosa dello stesso su azzurro - luna montante di argento in alto su azzurro (citato in LEOM) |
|        | Linfogliati (Pisa) D'argento, seminato di foglie cadenti di rosso, al leone attraversante dello stesso (citato in (14)) |
|        | Lingeri (Acqui) D'azzurro, alla banda d'oro alias D'azzurro, alla banda, accompagnata da tre stelle, una in capo, due in punta, il tutto d'oro, la banda caricata dalle lettere LEGE di nero(alias d'azzurro) (citato in (16)) |
|        | Lingotti o Lingoti o Lingoto (Moncalieri) Di rosso, alla banda d'azzurro, cucita, accompagnata da due filetti d'argento (citato in (16)) |
|        | Lingua (Cuneo) Titolo: nobile; conte di Santa Maria di Mosso D'oro, al bastone noderoso di rosso, accollato da un serpe terminante su e giù con una testa, macchiata di nero e d'argento (citato in DAlena, in (16) e in (23)) alias D'oro, al bastone noderoso di rosso, posto in banda, accollato da due serpi, al naturale (citato in DAlena e in (16)) Cimiero: un gatto Motto: Ad amplius et minus |
|        | Lingua D'azzurro, al bastone noderoso in banda, di nero, accollato da una serpe di verde (citato in (16)) |
|        | Lingua (Mondovì) D'argento, a tre bande d'azzurro, con il capo del primo, cucito, carico di un gatto grigio, al naturale alias Bandato d'azzurro e d'argento, con il capo del secondo, carico di un gatto grigio, corrente alias D'argento, a tre bande d'azzurro, con il capo del secondo, carico di un gatto d'argento Motto: Cor super lingua infero (citato in (16)) |
|        | Lini (Venezia) (FR) Coupé, au 1, d'azur, à une étoile (8) d'or, au 2, de sinople, à une main de carnation en pal, habillée de gueules, l'index levé. A la fasce d'argent, brochant sur le coupé. (citato in http://www.euraldic.com/lasu/bl/bl_l_in.html) |

### Lio
| Stemma | Casato e blasonatura |
| ------ | --- |
|        | Lion (Mestre) Titolo: nobili interzato in palo: nel 1° d'argento a tre teste e collo di leone di rosso, una sopra l'altra e rivoltate; nel 2° d'argento alla fascia di azzurro sormontata da un leone coronato di oro, cucito e linguato di rosso; nel 3° di rosso a tre teste e collo di leone d'argento, l'una sopra l'altra (citato in SPRE - Vol. IV pag. 120) interzato in palo di argento e di rosso - sul primo e terzo 3 coppie di teste di leone affrontate di rosso su argento a sinistra e di argento su rosso a destra - fascia di azzurro su argento - leone rampante coronato di oro nascente dalla fascia su argento (citato in LEOM) |
|        | Lion (Pinciano (Spoleto)) Titolo: nobili troncato di rosso e d'argento alla fascia d'azzurro; il 1° ad un leone del secondo coronato di oro, con due code, nascente dalla partizione (citato in SPRE - Vol. IV pag. 120) |
|        | Lioni (Firenze, Prato) D'oro, alla banda diminuita di rosso, accostata da due leoni leoparditi dello stesso, posti in banda (citato in (14)) |
|        | Lioni (Firenze) D'azzurro, al leone d'argento tenente nelle branche anteriori un giglio d'oro, e accostato da due stelle a otto punte dello stesso (citato in (14)) |
|        | Lioni (Pistoia, Firenze) Troncato: nel 1º d'azzurro, al leone leopardito d'oro; nel 2º d'oro, al giglio di rosso, posto in mezzo a tre ghirlande di verde, 2.1 (citato in (14)) |
|        | Lioni (Prato) D'azzurro, al leone troncato d'oro e di rosso, accompagnato da sette stelle a otto punte d'oro, ordinate in cinta (citato in (14)) |
|        | Liorsi (Verona) Titolo: nobili troncato di azzurro e d'argento all'orso ritto, troncato d'oro e di nero (citato in SPRE - Vol. IV pag. 121) orso rampante troncato di oro e di nero su troncato di azzurro e di argento (citato in LEOM) |
|        | Liov (Terlizzi, Napoli, Vicenza) fascia di oro su azzurro - 2 teste di moro di profilo al naturale attorcigliate di argento su azzurro in alto sormontate da - 3 stelle (5 raggi) di argento poste in fascia su azzurro - cometa di argento posta in banda tra - 2 bande di oro su azzurro in basso (citato in LEOM) |
|        | Lioy (Molfetta) d'azzurro, alla fascia d'argento, accompagnata in capo da 2 teste di moro affrontate, attortigliate d'argento e sormontate da 3 stelle di 6 raggi dello stesso ordinate in fascia, in punta una cometa pure d'argento, framezzata a 2 bande dello stesso e sostenenti la fascia (citato in DAlena e in ) |
|        | Lioy (Ripacandida, Terlizzi, Napoli, Vicenza, Venosa) Titolo: nobili di azzurro alla fascia d'oro accompagnata in capo da due teste di moro al naturale attortigliate di argento e sormontate da tre stelle dello stesso ordinate in fascia, ed in punta da una stella codata di argento accostata da due bande di oro (citato in SPRE - Vol. IV pag. 121) d'azzurro alla fascia d'oro accompagnata in capo da due teste di moro con la fascia d'argento, sormontate da tre stelle dello stesso, in punta da una stella cometa accostata da due bande d'oro Motto: Oculi mei semper ad Dominum (citato in (17))                                      |

### Lip
| Stemma | Casato e blasonatura |
| ------ | --- |
|        | Lippi (Arezzo, Firenze) Partito di rosso e di verde, alla banda attraversante d'oro caricata di cinque palle di nero (citato in (14)) |
|        | Lippi (Cortona) D'azzurro, a tre gigli di giardino d'argento, ciascuno fiorito di tre pezzi dello stesso, nodriti sulle cime di un monte di tre cime d'oro (citato in (14)) |
|        | Lippi (Empoli) Di..., allo scaglione d'azzurro caricato di uno scaglione diminuito e contromerlato d'argento, accompagnato in capo da un crescente montante di... e in punta da un giglio di rosso accostato da due palle di... (citato in (14)) |
|        | Lippi (Firenze) D'argento, seminato di stelle a otto punte di rosso, al leone attraversante dello stesso alias D'argento, seminato di stelle a otto punte di rosso, al leone attraversante dello stesso; con il capo di Santo Stefano (citato in (14)) |
|        | Lippi (Toscana) (DE) In Silber 1 roter Löwe, schildbordförmig begleitet von 10 sechsstrahligen roten Sternen (citato in (24)) |
|        | Lippi (Firenze) D'oro, a tre bande di rosso, caricate di sette rocchi di scacchiere del campo, 2.3.2, posti nel senso delle pezze alias Bandato di sei pezzi d'oro e di rosso, a sette rocchi di scacchiere del primo nei tre pezzi del secondo, 2.3.2, posti nel senso delle pezze (citato in (14)) |
|        | Lippi (Firenze) D'argento, a tre teste di drago di verde, 2.1 (citato in (14)) |
|        | Lippi (Lucca) Di rosso, al selvaggio nudo di carnagione passante sul terreno di verde, con una clava al naturale sulla spalla, e accostato da due cipressi dello stesso (citato in (14)) |
|        | Lippi (Lucca) Troncato in scaglione: nel 1º di rosso, alla figura di selvaggio nudo di carnagione, con la clava al naturale sulla spalla, accostato da due cipressi dello stesso, il tutto nascente dalla troncatura; nel 2º d'azzurro, al cervo al naturale, corrente sul terreno dello stesso, e riguardante un crescente volto d'argento, posto in capo a sinistra; e allo scaglione d'argento passato sulla troncatura e caricato di tre gigli di rosso (citato in (14)) |
|        | Lippi (Pistoia, pescia) D'azzurro, al monte di sei cime d'oro, la cima alta alata di due semivoli levati d'argento (citato in (14)) |
|        | Lippi (Pistoia) D'oro, al leone d'azzurro, lampassato di rosso (citato in (14)) |
|        | Lippi (Toscana) (DE) In Blau 1 schwebender goldener Sechsberg, oben besteckt mit 2 nach außen gewendeten grünbeblätterten goldenen Ähren und oben begleitet von 1 vierlätzigen roten Turnierkragen (citato in (24)) |
|        | Lippi Alberti (Firenze) D'oro, a tre bande di rosso, e alla fascia diminuita attraversante d'azzurro (citato in (14)) (DE) In Gold 3 rote Schrägbalken, überdeckt von 1 blauen Balken (citato in (24)) alias Bandato d'oro e di rosso, alla fascia diminuita attraversante d'azzurro (citato in (14)) |
|        | Lippi Bonagratiae (Toscana) (DE) In Silber 1 mit 3 achtstrahligen goldenen Sternen belegter blauer Schrägbalken (citato in (24)) |
|        | Lippi Boncambi (Perugia) Titolo: conti palatini; conti; nobili di Perugia; nobili di Cortona; nobili dei conti inquartato: al 1° e 4° partito: a) d'argento al leone al naturale coronato d'oro; b) d'azzurro a tre fasce di oro (Alessandri); nel 2° e 3° troncato: a) d'oro all'aquila bicipite di nero coronata del campo sulle due teste; b) semigheronato d'oro e d'azzurro (Boncambi). Sul tutto d'azzurro al monte di tre cime d'oro movente dalla punta sostenente tre steli di giglio fiorito tutto d'argento (Lippi e Cortona) (citato in SPRE - Vol. IV pag. 122) monte a 3 cime di oro cimato da 3 gigli di giardino di argento posti a ventaglio su tondo di azzurro su - leone rampante al naturale coronato di oro su argento - 3 fasce di oro su azzurro - aquila bicipite di nero coronata su ambo le teste di oro su oro - semigrembiato di oro e di azzurro (citato in LEOM) |
|        | Lippi di Ghino (Firenze) D'azzurro, al monte di sei cime d'oro, sostenente due spighe gambute e fogliate dello stesso, talvolta sormontato da un lambello a tre pendenti di rosso alias D'azzurro, al monte di sei cime d'oro, sostenente due spighe gambute e fogliate dello stesso, talvolta sormontato da un lambello a quattro pendenti di rosso alias Di..., al monte di tre cime di..., sostenente due foglie di palma di... e, sulla cima pi?? alta, una croce latina di... (citato in (14)) |
|        | Lippi Guardi (Firenze) Troncato: nel 1º di vaio; nel 2º d'azzurro, al crescente montante d'oro (citato in (14)) |
|        | Lippomano (Venezia) Titolo: N. U. N. D.; patrizi veneti di rosso, alla banda accostata da due teste di leone strappate, il tutto di argento (citato in SPRE - Vol. IV pag. 122) banda di argento accompagnata da - 2 teste di leone di profilo dello stesso poste in sbarra su rosso (citato in LEOM) |
|        | Lippus (Toscana) (DE) In Silber unter 1 natürlichen blauen Himmel 1 roter Löwe, 1 grünen Schildfuß besetzend (citato in (24)) |
|        | Lippus (Toscana) (DE) In Blau 1 goldener Pfahl, beidseitig begleitet von je 1 achtstrahligen goldenen Stern (citato in (24)) |
|        | Lippus (Toscana) (DE) In Silber 3 schräggelegte rote Ketten je dazwischen begleitet von 3 sechsstrahligen roten Sternen schrägbalkenweise (citato in (24)) |
|        | Lippus Guardi (Toscana) (DE) 1 Krückenschrägkreuz überdeckt von 1 endgespitzten Kleeblattkreuz? (citato in (24)) |

### Lis
| Stemma | Casato e blasonatura |
| ------ | --- |
|        | Lisardi (Cesena) (la blasonatura non è stata ancora caricata) (citato in BLCW) Immagine in Blasone Cesenate. |
|        | Lisatti (Chioggia) (la blasonatura non è stata ancora caricata) (citato in Araldica gentilizia (archiviato dall'url originale il 5 marzo 2016).) |
|        | Lisci (Volterra) D'oro, alla fascia d'azzurro accompagnata da tre conchiglie d'argento, 2.1 (citato in (14)) |
|        | Lisena (Molfetta) d'azzurro, allo scaglione di nero accompagnato da 3 giglio d'oro, 2 in capo e 1 in punta (citato in DAlena e in ) |
|        | Lisi (Firenze) D'azzurro, al cane di nero passante sul terrazzo di... alias D'azzurro, alla fascia diminuita alzata di rosso, accompagnata in capo da due stelle a otto punte e in punta da tre spighe nodrite sulle cime di un monte di tre cime, il tutto d'oro alias D'azzurro, alla fascia diminuita alzata di rosso, accompagnata in capo da due stelle a otto punte e in punta da tre pannocchie nodrite sulle cime di un monte di tre cime, il tutto d'oro (citato in (14)) |
|        | Lisiado (Venezia) (FR) Fascé d'argent et de gueules, au chef d'or. (citato in http://www.euraldic.com/lasu/bl/bl_l_is.html) |

### Lit
| Stemma | Casato e blasonatura |
| ------ | --- |
|        | Lito (Tortona) Scaccato d'oro e di nero (citato in (16)) |
|        | Litta (Cesena) (la blasonatura non è stata ancora caricata) (citato in BLCW) Immagine in Blasone Cesenate. |
|        | Litta Biumi (Milano) Titolo: conti di Appiano; patrizi milanesi; Don e Donna scaccato di oro e di nero (citato in SPRE - Vol. IV pag. 124) scaccato di oro e di nero (citato in LEOM) |
|        | Litta Modignani (Milano) Titolo: marchesi di Menzago e Vinago; patrizi milanesi; Don e Donna partito: al 1° scaccato d'oro e di nero; al 2° troncato: al I d'argento al leone nascente di rosso; al II fasciato di rosso e d'argento col capo dell'impero (citato in SPRE - Vol. IV pag. 125) scaccato di oro e di nero - leone rampante nascente di rosso su argento - fasciato di rosso e di argento - capo d'Impero (citato in LEOM) Cimiero: l'aquila di nero uscente Motto: Terror et pietas |
|        | Litta Visconti Arese (Milano) Titolo: patrizi milanesi; duchi; conti; marchesi di Gambolò; conti di Valle e Darghignano; consignori di Castelnuovo Belbo; signori di Trenzanesio, Valcuvia, Arcisate, Pieve di Brebbia, Freccia Superiore di Varese, Bissone; grandi di Spagna; Don e Donna Scaccato d'oro e di nero (citato in (16)) alias inquartato: al 1° rombeggiato d'azzurro e d'argento (Visconti-Borromeo); al 2° d'oro all'aquila di nero coronata del campo (Arese); al 3° d'argento alla biscia ondeggiante in palo, di verde, coronata di oro, ingolante un fanciullo ignudo di carnagione posto in fascia e con le braccia distese (Visconti); al 4° d'argento al volo abbassato di nero (Arese). Sul tutto scaccato d'oro e di nero (Litta) (citato in SPRE - Vol. IV pag. 126) Inquartato: al 1° rombeggiato d'azzurro e d'argento, al 2° d'oro, all'aquila coronata, di nero, al 3° di Visconti; al 4° d'argento, al volo di nero abbassato; sul tutto, scaccato d'oro e di nero (citato in (16)) scudetto scaccato di oro e di nero su - losangato di azzurro e di argento - aquila di nero coronata di oro su oro - biscione visconteo su argento - 2 ali abbassate (volo) di nero su argento (citato in LEOM) Cimiero: a) un drago di verde rivoltato coronato d'oro ingoiante un fanciullo di carnagione in isbarra, uscente (Visconti); b) un'aquila di nero coronata d'oro uscente, tenente nel becco una lista d'argento col motto Terror et pietas (Litta); c) un destrocherio armato al naturale in palo impugnante colla mano di carnagione una spada d'argento guernita d'oro alta in sbarra Motto: Per lealtà mantenere (Arese) Ornamenti: manto per antico possesso alias (arma napoleonica) scaccato d'oro e di nero, al canton franco dei conti grandi ufficiali del regno, che è di verde al capriolo d'oro, sormontato da cinque stelle d'argento, 3 e 2; al capo ducale di rosso seminato di stelle d'argento. Manto e berrettone ducale (citato in SPRE - Vol. IV pag. 126) |
|        | Littardi o Litardi o Nitardi (Peglia) Titolo: consignori di Aspromonte D'azzurro, alla lettera N maiuscola, d'oro, accompagnata in capo da una cometa, a più raggi, dello stesso (citato in (16)) |
|        | Littis (la blasonatura non è stata ancora caricata) (citato in DAlena) |

### Liv
| Stemma | Casato e blasonatura |
| ------ | --- |
|        | Liverani (Modigliana, Brisighella, Faenza) albero di pino di verde su 3 monti ristretti dello stesso uscenti dalla punta su oro - ramarro rampante sul tronco di verde su oro - capo di Francia (citato in LEOM) |
|        | Livi (Milano, Firenze) Titolo: nobili di rosso all'ulivo sradicato al naturale col capo cucito d'azzurro carico di un crescente d'argento montante, fra due stelle di otto raggi d'oro il tutto posto in fascia (citato in SPRE - Vol. IV pag. 127) albero di olivo sradicato al naturale su rosso - luna montante di argento affiancata da 2 stelle (8 raggi) di oro su azzurro in capo (citato in LEOM) Motto: Umbrae parca fructum prodiga |
|        | Livini (Colle) Di..., all'albero di..., nodrito sul terreno di..., e accollato da una vite di..., fruttifera di... (citato in (14)) |

### Lix
| Stemma | Casato e blasonatura |
| ------ | --- |
|        | Lixandrano (Sicilia) d'azzurro, con un'aquila spiegata e coronata d'oro volante sul mare nella punta (citato in (20)) Notizie storiche in Famiglie nobili di Sicilia (archiviato dall'url originale il 7 febbraio 2006).) |